# Statistiche dei Grandi Giri
Di seguito sono riportate le statistiche relative alle tre prestigiose corse a tappe della durata di tre settimane che si svolgono rispettivamente in Italia, Francia e Spagna.

## Classifica generale

### Cronologia dei podi
Cronologicamente il primo grande giro ad essere stato organizzato fu il Tour de France, la cui prima edizione prese il via il 1º luglio 1903, seguito dal Giro d'Italia che nacque il 13 maggio 1909 e dalla Vuelta a España, che vide il debutto il 29 aprile 1935.
Durante l'anno invece la prima corsa che si disputa è la Vuelta a España (aprile maggio) seguito dal Giro d'Italia (maggio giugno) e dal Tour de France (giugno luglio). 
Dal 1995 la Vuelta a España si disputa dopo il Tour de France (agosto settembre).
Parallelo dei podi nei tre Grandi Giri:
| Anno | Giro d'Italia                                                       | Tour de France                                                            | Vuelta a España                                                  | Note |
| ---- | ------------------------------------------------------------------- | ------------------------------------------------------------------------- | ---------------------------------------------------------------- | ---- |
| 1903 |                                                                     | 1º Maurice Garin 2º Lucien Pothier 3º Fernand Augereau                    |                                                                  |      |
| 1904 |                                                                     | 1º Henri Cornet 2º Jean-Baptiste Dortignacq 3º Aloïs Catteau              |                                                                  |      |
| 1905 |                                                                     | 1º Louis Trousselier 2º Hippolyte Aucouturier 3º Jean-Baptiste Dortignacq |                                                                  |      |
| 1906 |                                                                     | 1º René Pottier 2º Georges Passerieu 3º Louis Trousselier                 |                                                                  |      |
| 1907 |                                                                     | 1º Lucien Petit-Breton 2º Gustave Garrigou 3º Émile Georget               |                                                                  |      |
| 1908 |                                                                     | 1º Lucien Petit-Breton 2º François Faber 3º Georges Passerieu             |                                                                  |      |
| 1909 | 1º Luigi Ganna 2º Carlo Galetti 3º Giovanni Rossignoli              | 1º François Faber 2º Gustave Garrigou 3º Jean Alavoine                    |                                                                  |      |
| 1910 | 1º Carlo Galetti 2º Eberardo Pavesi 3º Luigi Ganna                  | 1º Octave Lapize 2º François Faber 3º Gustave Garrigou                    |                                                                  |      |
| 1911 | 1º Carlo Galetti 2º Giovanni Rossignoli 3º Giovanni Gerbi           | 1º Gustave Garrigou 2º Paul Duboc 3º Émile Georget                        |                                                                  |      |
| 1912 | 1º team Atala 2º team Peugeot 3º team Gerbi                         | 1º Odile Defraye 2º Eugène Christophe 3º Gustave Garrigou                 |                                                                  |      |
| 1913 | 1º Carlo Oriani 2º Eberardo Pavesi 3º Giuseppe Azzini               | 1º Philippe Thys 2º Gustave Garrigou 3º Marcel Buysse                     |                                                                  |      |
| 1914 | 1º Alfonso Calzolari 2º Pierino Albini 3º Luigi Lucotti             | 1º Philippe Thys 2º Henri Pélissier 3º Jean Alavoine                      |                                                                  |      |
| 1915 | non disputato                                                       | non disputato                                                             |                                                                  |      |
| 1916 | non disputato                                                       | non disputato                                                             |                                                                  |      |
| 1917 | non disputato                                                       | non disputato                                                             |                                                                  |      |
| 1918 | non disputato                                                       | non disputato                                                             |                                                                  |      |
| 1919 | 1º Costante Girardengo 2º Gaetano Belloni 3º Marcel Buysse          | 1º Firmin Lambot 2º Jean Alavoine 3º Eugène Christophe                    |                                                                  |      |
| 1920 | 1º Gaetano Belloni 2º Angelo Gremo 3º Jean Alavoine                 | 1º Philippe Thys 2º Hector Heusghem 3º Firmin Lambot                      |                                                                  |      |
| 1921 | 1º Giovanni Brunero 2º Gaetano Belloni 3º Bartolomeo Aymo           | 1º Léon Scieur 2º Hector Heusghem 3º Honoré Barthélémy                    |                                                                  |      |
| 1922 | 1º Giovanni Brunero 2º Bartolomeo Aymo 3º Giuseppe Enrici           | 1º Firmin Lambot 2º Jean Alavoine 3º Félix Sellier                        |                                                                  |      |
| 1923 | 1º Costante Girardengo 2º Giovanni Brunero 3º Bartolomeo Aymo       | 1º Henri Pélissier 2º Ottavio Bottecchia 3º Romain Bellenger              |                                                                  |      |
| 1924 | 1º Giuseppe Enrici 2º Federico Gay 3º Angiolo Gabrielli             | 1º Ottavio Bottecchia 2º Nicolas Frantz 3º Lucien Buysse                  |                                                                  |      |
| 1925 | 1º Alfredo Binda 2º Costante Girardengo 3º Giovanni Brunero         | 1º Ottavio Bottecchia 2º Lucien Buysse 3º Bartolomeo Aymo                 |                                                                  |      |
| 1926 | 1º Giovanni Brunero 2º Alfredo Binda 3º Arturo Bresciani            | 1º Lucien Buysse 2º Nicolas Frantz 3º Bartolomeo Aymo                     |                                                                  |      |
| 1927 | 1º Alfredo Binda 2º Giovanni Brunero 3º Antonio Negrini             | 1º Nicolas Frantz 2º Maurice Dewaele 3º Julien Vervaecke                  |                                                                  |      |
| 1928 | 1º Alfredo Binda 2º Giuseppe Pancera 3º Bartolomeo Aymo             | 1º Nicolas Frantz 2º André Leducq 3º Maurice Dewaele                      |                                                                  |      |
| 1929 | 1º Alfredo Binda 2º Domenico Piemontesi 3º Leonida Frascarelli      | 1º Maurice Dewaele 2º Giuseppe Pancera 3º Jef Demuysere                   |                                                                  |      |
| 1930 | 1º Luigi Marchisio 2º Luigi Giacobbe 3º Allegro Grandi              | 1º André Leducq 2º Learco Guerra 3º Antonin Magne                         |                                                                  |      |
| 1931 | 1º Francesco Camusso 2º Luigi Giacobbe 3º Luigi Marchisio           | 1º Antonin Magne 2º Jef Demuysere 3º Antonio Pesenti                      |                                                                  |      |
| 1932 | 1º Antonio Pesenti 2º Jef Demuysere 3º Remo Bertoni                 | 1º André Leducq 2º Kurt Stöpel 3º Francesco Camusso                       |                                                                  |      |
| 1933 | 1º Alfredo Binda 2º Jef Demuysere 3º Domenico Piemontesi            | 1º Georges Speicher 2º Learco Guerra 3º Giuseppe Martano                  |                                                                  |      |
| 1934 | 1º Learco Guerra 2º Francesco Camusso 3º Giovanni Cazzulani         | 1º Antonin Magne 2º Giuseppe Martano 3º Roger Lapébie                     |                                                                  |      |
| 1935 | 1º Vasco Bergamaschi 2º Giuseppe Martano 3º Giuseppe Olmo           | 1º Romain Maes 2º Ambrogio Morelli 3º Félicien Vervaecke                  | 1º Gustaaf Deloor 2º Mariano Cañardo 3º Antoine Dignef           |      |
| 1936 | 1º Gino Bartali 2º Giuseppe Olmo 3º Severino Canavesi               | 1º Sylvère Maes 2º Antonin Magne 3º Félicien Vervaecke                    | 1º Gustaaf Deloor 2º Alfons Deloor 3º Antonio Bertola            |      |
| 1937 | 1º Gino Bartali 2º Giovanni Valetti 3º Enrico Mollo                 | 1º Roger Lapébie 2º Mario Vicini 3º Leo Amberg                            | non disputato                                                    |      |
| 1938 | 1º Giovanni Valetti 2º Ezio Cecchi 3º Severino Canavesi             | 1º Gino Bartali 2º Félicien Vervaecke 3º Victor Cosson                    | non disputato                                                    |      |
| 1939 | 1º Giovanni Valetti 2º Gino Bartali 3º Mario Vicini                 | 1º Sylvère Maes 2º René Vietto 3º Lucien Vlaemynck                        | non disputato                                                    |      |
| 1940 | 1º Fausto Coppi 2º Enrico Mollo 3º Giordano Cottur                  | non disputato                                                             | non disputato                                                    |      |
| 1941 | non disputato                                                       | non disputato                                                             | 1º Julián Berrendero 2º Fermín Trueba 3º José Jabardo            |      |
| 1942 | non disputato                                                       | non disputato                                                             | 1º Julián Berrendero 2º Diego Chafer 3º Antonio Andrés Sancho    |      |
| 1943 | non disputato                                                       | non disputato                                                             | non disputato                                                    |      |
| 1944 | non disputato                                                       | non disputato                                                             | non disputato                                                    |      |
| 1945 | non disputato                                                       | non disputato                                                             | 1º Delio Rodríguez 2º Julián Berrendero 3º Juan Gimeno           |      |
| 1946 | 1º Gino Bartali 2º Fausto Coppi 3º Vito Ortelli                     | non disputato                                                             | 1º Dalmacio Langarica 2º Julián Berrendero 3º Jan Lambrichs      |      |
| 1947 | 1º Fausto Coppi 2º Gino Bartali 3º Giulio Bresci                    | 1º Jean Robic 2º Edouard Fachleitner 3º Pierre Brambilla                  | 1º Edward Van Dijck 2º Manuel Costa 3º Delio Rodríguez           |      |
| 1948 | 1º Fiorenzo Magni 2º Ezio Cecchi 3º Giordano Cottur                 | 1º Gino Bartali 2º Alberic Schotte 3º Guy Lapébie                         | 1º Bernardo Ruiz 2º Emilio Rodríguez 3º Bernardo Capó            |      |
| 1949 | 1º Fausto Coppi 2º Gino Bartali 3º Giordano Cottur                  | 1º Fausto Coppi 2º Gino Bartali 3º Jacques Marinelli                      | non disputato                                                    |      |
| 1950 | 1º Hugo Koblet 2º Gino Bartali 3º Alfredo Martini                   | 1º Ferdi Kübler 2º Stan Ockers 3º Louison Bobet                           | 1º Emilio Rodríguez 2º Manuel Rodríguez 3º José Serra            |      |
| 1951 | 1º Fiorenzo Magni 2º Rik Van Steenbergen 3º Ferdi Kübler            | 1º Hugo Koblet 2º Raphaël Géminiani 3º Lucien Lazaridès                   | non disputato                                                    |      |
| 1952 | 1º Fausto Coppi 2º Fiorenzo Magni 3º Ferdi Kübler                   | 1º Fausto Coppi 2º Stan Ockers 3º Bernardo Ruiz                           | non disputato                                                    |      |
| 1953 | 1º Fausto Coppi 2º Hugo Koblet 3º Pasquale Fornara                  | 1º Louison Bobet 2º Jean Malléjac 3º Giancarlo Astrua                     | non disputato                                                    |      |
| 1954 | 1º Carlo Clerici 2º Hugo Koblet 3º Nino Assirelli                   | 1º Louison Bobet 2º Ferdi Kübler 3º Fritz Schär                           | non disputato                                                    |      |
| 1955 | 1º Fiorenzo Magni 2º Fausto Coppi 3º Gastone Nencini                | 1º Louison Bobet 2º Jean Brankart 3º Charly Gaul                          | 1º Jean Dotto 2º Antonio Jiménez 3º Raphaël Géminiani            |      |
| 1956 | 1º Charly Gaul 2º Fiorenzo Magni 3º Agostino Coletto                | 1º Roger Walkowiak 2º Gilbert Bauvin 3º Jan Adriaensens                   | 1º Angelo Conterno 2º Jesús Loroño 3º Raymond Impanis            |      |
| 1957 | 1º Gastone Nencini 2º Louison Bobet 3º Ercole Baldini               | 1º Jacques Anquetil 2º Marcel Janssens 3º Adolf Christian                 | 1º Jesús Loroño 2º Federico Bahamontes 3º Bernardo Ruiz          |      |
| 1958 | 1º Ercole Baldini 2º Jean Brankart 3º Charly Gaul                   | 1º Charly Gaul 2º Vito Favero 3º Raphaël Géminiani                        | 1º Jean Stablinski 2º Pasquale Fornara 3º Fernando Manzaneque    |      |
| 1959 | 1º Charly Gaul 2º Jacques Anquetil 3º Diego Ronchini                | 1º Federico Bahamontes 2º Henry Anglade 3º Jacques Anquetil               | 1º Antonio Suárez 2º José Segú 3º Rik Van Looy                   |      |
| 1960 | 1º Jacques Anquetil 2º Gastone Nencini 3º Charly Gaul               | 1º Gastone Nencini 2º Graziano Battistini 3º Jan Adriaensens              | 1º Frans De Mulder 2º Armand Desmet 3º Miguel Pacheco            |      |
| 1961 | 1º Arnaldo Pambianco 2º Jacques Anquetil 3º Antonio Suárez          | 1º Jacques Anquetil 2º Guido Carlesi 3º Charly Gaul                       | 1º Angelino Soler 2º François Mahé 3º José Pérez Francés         |      |
| 1962 | 1º Franco Balmamion 2º Imerio Massignan 3º Nino Defilippis          | 1º Jacques Anquetil 2º Joseph Planckaert 3º Raymond Poulidor              | 1º Rudi Altig 2º José Pérez Francés 3º Seamus Elliott            |      |
| 1963 | 1º Franco Balmamion 2º Vittorio Adorni 3º Giorgio Zancanaro         | 1º Jacques Anquetil 2º Federico Bahamontes 3º José Pérez Francés          | 1º Jacques Anquetil 2º José Martín Colmenarejo 3º Miguel Pacheco |      |
| 1964 | 1º Jacques Anquetil 2º Italo Zilioli 3º Guido De Rosso              | 1º Jacques Anquetil 2º Raymond Poulidor 3º Federico Bahamontes            | 1º Raymond Poulidor 2º Luis Otaño 3º José Pérez Francés          |      |
| 1965 | 1º Vittorio Adorni 2º Italo Zilioli 3º Felice Gimondi               | 1º Felice Gimondi 2º Raymond Poulidor 3º Gianni Motta                     | 1º Rolf Wolfshohl 2º Raymond Poulidor 3º Rik Van Looy            |      |
| 1966 | 1º Gianni Motta 2º Italo Zilioli 3º Jacques Anquetil                | 1º Lucien Aimar 2º Jan Janssen 3º Raymond Poulidor                        | 1º Francisco Gabica 2º Eusebio Vélez 3º Carlos Echeverría        |      |
| 1967 | 1º Felice Gimondi 2º Franco Balmamion 3º Jacques Anquetil           | 1º Roger Pingeon 2º Julio Jiménez 3º Franco Balmamion                     | 1º Jan Janssen 2º Jean-Pierre Ducasse 3º Aurelio González        |      |
| 1968 | 1º Eddy Merckx 2º Vittorio Adorni 3º Felice Gimondi                 | 1º Jan Janssen 2º Herman Van Springel 3º Ferdinand Bracke                 | 1º Felice Gimondi 2º José Pérez Francés 3º Eusebio Vélez         |      |
| 1969 | 1º Felice Gimondi 2º Claudio Michelotto 3º Italo Zilioli            | 1º Eddy Merckx 2º Roger Pingeon 3º Raymond Poulidor                       | 1º Roger Pingeon 2º Luis Ocaña 3º Marinus Wagtmans               |      |
| 1970 | 1º Eddy Merckx 2º Felice Gimondi 3º Martin Van Den Bossche          | 1º Eddy Merckx 2º Joop Zoetemelk 3º Gösta Pettersson                      | 1º Luis Ocaña 2º Agustín Tamames 3º Herman Van Springel          |      |
| 1971 | 1º Gösta Pettersson 2º Herman Van Springel 3º Ugo Colombo           | 1º Eddy Merckx 2º Joop Zoetemelk 3º Lucien Van Impe                       | 1º Ferdinand Bracke 2º Wilfried David 3º Luis Ocaña              |      |
| 1972 | 1º Eddy Merckx 2º José Manuel Fuente 3º Francisco Galdós            | 1º Eddy Merckx 2º Felice Gimondi 3º Raymond Poulidor                      | 1º José Manuel Fuente 2º Miguel María Lasa 3º Agustín Tamames    |      |
| 1973 | 1º Eddy Merckx 2º Felice Gimondi 3º Giovanni Battaglin              | 1º Luis Ocaña 2º Bernard Thévenet 3º José Manuel Fuente                   | 1º Eddy Merckx 2º Luis Ocaña 3º Bernard Thévenet                 |      |
| 1974 | 1º Eddy Merckx 2º Gianbattista Baronchelli 3º Felice Gimondi        | 1º Eddy Merckx 2º Raymond Poulidor 3º Vicente López Carril                | 1º José Manuel Fuente 2º Joaquim Agostinho 3º Miguel María Lasa  |      |
| 1975 | 1º Fausto Bertoglio 2º Francisco Galdós 3º Felice Gimondi           | 1º Bernard Thévenet 2º Eddy Merckx 3º Lucien Van Impe                     | 1º Agustín Tamames 2º Domingo Perurena 3º Miguel María Lasa      |      |
| 1976 | 1º Felice Gimondi 2º Johan De Muynck 3º Fausto Bertoglio            | 1º Lucien Van Impe 2º Joop Zoetemelk 3º Raymond Poulidor                  | 1º José Pesarrodona 2º Luis Ocaña 3º José Nazabal                |      |
| 1977 | 1º Michel Pollentier 2º Francesco Moser 3º Gianbattista Baronchelli | 1º Bernard Thévenet 2º Hennie Kuiper 3º Lucien Van Impe                   | 1º Freddy Maertens 2º Miguel María Lasa 3º Klaus-Peter Thaler    |      |
| 1978 | 1º Johan De Muynck 2º Gianbattista Baronchelli 3º Francesco Moser   | 1º Bernard Hinault 2º Joop Zoetemelk 3º Joaquim Agostinho                 | 1º Bernard Hinault 2º José Pesarrodona 3º Jean-René Bernaudeau   |      |
| 1979 | 1º Giuseppe Saronni 2º Francesco Moser 3º Bernt Johansson           | 1º Bernard Hinault 2º Joop Zoetemelk 3º Joaquim Agostinho                 | 1º Joop Zoetemelk 2º Francisco Galdós 3º Michel Pollentier       |      |
| 1980 | 1º Bernard Hinault 2º Wladimiro Panizza 3º Giovanni Battaglin       | 1º Joop Zoetemelk 2º Hennie Kuiper 3º Raymond Martin                      | 1º Faustino Rupérez 2º Pedro Torres 3º Claude Criquielion        |      |
| 1981 | 1º Giovanni Battaglin 2º Tommy Prim 3º Giuseppe Saronni             | 1º Bernard Hinault 2º Lucien Van Impe 3º Robert Alban                     | 1º Giovanni Battaglin 2º Pedro Muñoz 3º Vicente Belda            |      |
| 1982 | 1º Bernard Hinault 2º Tommy Prim 3º Silvano Contini                 | 1º Bernard Hinault 2º Joop Zoetemelk 3º Johan van der Velde               | 1º Marino Lejarreta 2º Michel Pollentier 3º Sven-Åke Nilsson     |      |
| 1983 | 1º Giuseppe Saronni 2º Roberto Visentini 3º Alberto Fernández       | 1º Laurent Fignon 2º Ángel Arroyo 3º Peter Winnen                         | 1º Bernard Hinault 2º Marino Lejarreta 3º Alberto Fernández      |      |
| 1984 | 1º Francesco Moser 2º Laurent Fignon 3º Moreno Argentin             | 1º Laurent Fignon 2º Bernard Hinault 3º Greg LeMond                       | 1º Éric Caritoux 2º Alberto Fernández 3º Reimund Dietzen         |      |
| 1985 | 1º Bernard Hinault 2º Francesco Moser 3º Greg LeMond                | 1º Bernard Hinault 2º Greg LeMond 3º Stephen Roche                        | 1º Pedro Delgado 2º Robert Millar 3º Francisco Rodríguez\|       |      |
| 1986 | 1º Roberto Visentini 2º Giuseppe Saronni 3º Francesco Moser         | 1º Greg LeMond 2º Bernard Hinault 3º Urs Zimmermann                       | 1º Álvaro Pino 2º Robert Millar 3º Sean Kelly                    |      |
| 1987 | 1º Stephen Roche 2º Robert Millar 3º Erik Breukink                  | 1º Stephen Roche 2º Pedro Delgado 3º Jean-François Bernard                | 1º Luis Herrera 2º Reimund Dietzen 3º Laurent Fignon             |      |
| 1988 | 1º Andrew Hampsten 2º Erik Breukink 3º Urs Zimmermann               | 1º Pedro Delgado 2º Steven Rooks 3º Fabio Parra                           | 1º Sean Kelly 2º Reimund Dietzen 3º Anselmo Fuerte               |      |
| 1989 | 1º Laurent Fignon 2º Flavio Giupponi 3º Andrew Hampsten             | 1º Greg LeMond 2º Laurent Fignon 3º Pedro Delgado                         | 1º Pedro Delgado 2º Fabio Parra 3º Óscar de Jesús Vargas         |      |
| 1990 | 1º Gianni Bugno 2º Charly Mottet 3º Marco Giovannetti               | 1º Greg LeMond 2º Claudio Chiappucci 3º Erik Breukink                     | 1º Marco Giovannetti 2º Pedro Delgado 3º Anselmo Fuerte          |      |
| 1991 | 1º Franco Chioccioli 2º Claudio Chiappucci 3º Massimiliano Lelli    | 1º Miguel Indurain 2º Gianni Bugno 3º Claudio Chiappucci                  | 1º Melchor Mauri 2º Miguel Indurain 3º Marino Lejarreta          |      |
| 1992 | 1º Miguel Indurain 2º Claudio Chiappucci 3º Franco Chioccioli       | 1º Miguel Indurain 2º Claudio Chiappucci 3º Gianni Bugno                  | 1º Tony Rominger 2º Jesús Montoya 3º Pedro Delgado               |      |
| 1993 | 1º Miguel Indurain 2º Pëtr Ugrjumov 3º Claudio Chiappucci           | 1º Miguel Indurain 2º Tony Rominger 3º Zenon Jaskuła                      | 1º Tony Rominger 2º Alex Zülle 3º Laudelino Cubino               |      |
| 1994 | 1º Evgenij Berzin 2º Marco Pantani 3º Miguel Indurain               | 1º Miguel Indurain 2º Pëtr Ugrjumov 3º Marco Pantani                      | 1º Tony Rominger 2º Mikel Zarrabeitia 3º Pedro Delgado           |      |
| 1995 | 1º Tony Rominger 2º Evgenij Berzin 3º Pëtr Ugrjumov                 | 1º Miguel Indurain 2º Alex Zülle 3º Bjarne Riis                           | 1º Laurent Jalabert 2º Abraham Olano 3º Johan Bruyneel           |      |
| 1996 | 1º Pavel Tonkov 2º Enrico Zaina 3º Abraham Olano                    | 1º Bjarne Riis 2º Jan Ullrich 3º Richard Virenque                         | 1º Alex Zülle 2º Laurent Dufaux 3º Tony Rominger                 |      |
| 1997 | 1º Ivan Gotti 2º Pavel Tonkov 3º Giuseppe Guerini                   | 1º Jan Ullrich 2º Richard Virenque 3º Marco Pantani                       | 1º Alex Zülle 2º Fernando Escartín 3º Laurent Dufaux             |      |
| 1998 | 1º Marco Pantani 2º Pavel Tonkov 3º Giuseppe Guerini                | 1º Marco Pantani 2º Jan Ullrich 3º Bobby Julich                           | 1º Abraham Olano 2º Fernando Escartín 3º José María Jiménez      |      |
| 1999 | 1º Ivan Gotti 2º Paolo Savoldelli 3º Gilberto Simoni                | 1º vittoria revocata 2º Alex Zülle 3º Fernando Escartín                   | 1º Jan Ullrich 2º Igor González de Galdeano 3º Roberto Heras     |      |
| 2000 | 1º Stefano Garzelli 2º Francesco Casagrande 3º Gilberto Simoni      | 1º vittoria revocata 2º Jan Ullrich 3º Joseba Beloki                      | 1º Roberto Heras 2º Ángel Casero 3º Pavel Tonkov                 |      |
| 2001 | 1º Gilberto Simoni 2º Abraham Olano 3º Unai Osa                     | 1º vittoria revocata 2º Jan Ullrich 3º Joseba Beloki                      | 1º Ángel Casero 2º Óscar Sevilla 3º revocato                     |      |
| 2002 | 1º Paolo Savoldelli 2º Tyler Hamilton 3º Pietro Caucchioli          | 1º vittoria revocata 2º Joseba Beloki 3º Raimondas Rumšas                 | 1º Aitor González 2º Roberto Heras 3º Joseba Beloki              |      |
| 2003 | 1º Gilberto Simoni 2º Stefano Garzelli 3º Jaroslav Popovyč          | 1º vittoria revocata 2º Jan Ullrich 3º Aleksandr Vinokurov                | 1º Roberto Heras 2º Isidro Nozal 3º Alejandro Valverde           |      |
| 2004 | 1º Damiano Cunego 2º Serhij Hončar 3º Gilberto Simoni               | 1º vittoria revocata 2º Andreas Klöden 3º Ivan Basso                      | 1º Roberto Heras 2º Santiago Pérez 3º Francisco Mancebo          |      |
| 2005 | 1º Paolo Savoldelli 2º Gilberto Simoni 3º José Rujano               | 1º vittoria revocata 2º Ivan Basso 3º revocato                            | 1º Roberto Heras 2º Denis Men'šov 3º Carlos Sastre               |      |
| 2006 | 1º Ivan Basso 2º José Enrique Gutiérrez 3º Gilberto Simoni          | 1º Óscar Pereiro 2º Andreas Klöden 3º Carlos Sastre                       | 1º Aleksandr Vinokurov 2º Alejandro Valverde 3º Andrej Kašečkin  |      |
| 2007 | 1º Danilo Di Luca 2º Andy Schleck 3º Eddy Mazzoleni                 | 1º Alberto Contador 2º Cadel Evans 3º revocato                            | 1º Denis Men'šov 2º Carlos Sastre 3º Samuel Sánchez              |      |
| 2008 | 1º Alberto Contador 2º Riccardo Riccò 3º Marzio Bruseghin           | 1º Carlos Sastre 2º Cadel Evans 3º Denis Men'šov                          | 1º Alberto Contador 2º Levi Leipheimer 3º Carlos Sastre          |      |
| 2009 | 1º Denis Men'šov 2º Carlos Sastre 3º Ivan Basso                     | 1º Alberto Contador 2º Andy Schleck 3º Bradley Wiggins                    | 1º Alejandro Valverde 2º Samuel Sánchez 3º Cadel Evans           |      |
| 2010 | 1º Ivan Basso 2º David Arroyo 3º Vincenzo Nibali                    | 1º Andy Schleck 2º Samuel Sánchez 3º Jurgen Van Den Broeck                | 1º Vincenzo Nibali 2º Peter Velits 3º Joaquim Rodríguez          |      |
| 2011 | 1º Michele Scarponi 2º Vincenzo Nibali 3º John Gadret               | 1º Cadel Evans 2º Andy Schleck 3º Fränk Schleck                           | 1º Chris Froome 2º Bradley Wiggins 3º Bauke Mollema              |      |
| 2012 | 1º Ryder Hesjedal 2º Joaquim Rodríguez 3º Thomas De Gendt           | 1º Bradley Wiggins 2º Chris Froome 3º Vincenzo Nibali                     | 1º Alberto Contador 2º Alejandro Valverde 3º Joaquim Rodríguez   |      |
| 2013 | 1º Vincenzo Nibali 2º Rigoberto Urán 3º Cadel Evans                 | 1º Chris Froome 2º Nairo Quintana 3º Joaquim Rodríguez                    | 1º Chris Horner 2º Vincenzo Nibali 3º Alejandro Valverde         |      |
| 2014 | 1º Nairo Quintana 2º Rigoberto Urán 3º Fabio Aru                    | 1º Vincenzo Nibali 2º Jean-Christophe Péraud 3º Thibaut Pinot             | 1º Alberto Contador 2º Chris Froome 3º Alejandro Valverde        |      |
| 2015 | 1° Alberto Contador 2° Fabio Aru 3° Mikel Landa                     | 1° Chris Froome 2° Nairo Quintana 3° Alejandro Valverde                   | 1° Fabio Aru 2° Joaquim Rodríguez 3° Rafał Majka                 |      |
| 2016 | 1° Vincenzo Nibali 2° Esteban Chaves 3° Alejandro Valverde          | 1° Chris Froome 2° Romain Bardet 3° Nairo Quintana                        | 1º Nairo Quintana 2º Chris Froome 3º Esteban Chaves              |      |
| 2017 | 1° Tom Dumoulin 2° Nairo Quintana 3° Vincenzo Nibali                | 1° Chris Froome 2° Rigoberto Urán 3° Romain Bardet                        | 1º Chris Froome 2° Vincenzo Nibali 3° Il'nur Zakarin             |      |
| 2018 | 1° Chris Froome 2° Tom Dumoulin 3° Miguel Ángel López               | 1° Geraint Thomas 2° Tom Dumoulin 3° Chris Froome                         | 1º Simon Yates 2° Enric Mas 3° Miguel Ángel López                |      |
| 2019 | 1° Richard Carapaz 2° Vincenzo Nibali 3° Primož Roglič              | 1° Egan Bernal 2° Geraint Thomas 3° Steven Kruijswijk                     | 1º Primož Roglič 2° Alejandro Valverde 3° Tadej Pogačar          |      |
| 2020 | 1º Tao Geoghegan Hart 2° Jai Hindley 3° Wilco Kelderman             | 1° Tadej Pogačar 2° Primož Roglič 3° Richie Porte                         | 1º Primož Roglič 2° Richard Carapaz 3° Hugh Carthy               |      |
| 2021 | 1° Egan Bernal 2° Damiano Caruso 3° Simon Yates                     | 1° Tadej Pogačar 2° Jonas Vingegaard 3° Richard Carapaz                   | 1º Primož Roglič 2° Enric Mas 3° Jack Haig                       |      |
| 2022 | 1° Jai Hindley 2° Richard Carapaz 3° Mikel Landa                    | 1° Jonas Vingegaard 2° Tadej Pogačar 3° Geraint Thomas                    | 1º Remco Evenepoel 2° Enric Mas 3° Juan Ayuso                    |      |
| 2023 | 1° Primož Roglič 2° Geraint Thomas 3° João Almeida                  | 1° Jonas Vingegaard 2° Tadej Pogačar 3° Adam Yates                        | 1° Sepp Kuss 2° Jonas Vingegaard 3° Primož Roglič                |      |
| 2024 | 1° Tadej Pogačar 2° Daniel Martínez 3° Geraint Thomas               | 1° Tadej Pogačar 2° Jonas Vingegaard 3° Remco Evenepoel                   | 1° Primož Roglič 2° Ben O'Connor 3° Enric Mas                    |      |
| 2025 | 1° Simon Yates 2° Isaac Del Toro 3° Richard Carapaz                 | 1° Tadej Pogačar 2° Jonas Vingegaard 3° Florian Lipowitz                  |                                                                  |      |

- 1903-1918 Non esiste maglia leader classifica
- 1919 -   Maglia Gialla

- 1909-1930 Non esiste maglia leader classifica
- 1931-  Maglia Rosa

- 1935-1936  Maglia Arancio
- 1941-1941  Maglia Bianca
- 1942-1942  Maglia Arancio
- 1945-1945  Maglia Rossa
- 1946-1950  Maglia Bianca con striscia Rossa
- 1955-1976  Maglia Gialla
- 1977-1977  Maglia Arancio
- 1978-1998  Maglia Gialla
- 1999-2009  Maglia Oro
- 2010-  Maglia Rossa

- Attualmente Jacques Anquetil, Eddy Merckx, Bernard Hinault e Miguel Indurain detengono il primato di vittorie (5) al Tour de France; Alfredo Binda, Fausto Coppi ed Eddy Merckx detengono il primato di vittorie (5) al Giro d'Italia; Roberto Heras e Primož Roglič detengono il primato di vittorie (4) alla Vuelta a España.

- Miguel Indurain (5) al Tour de France, Carlo Galetti°, Alfredo Binda ed Eddy Merckx (3) al Giro d'Italia e Tony Rominger, Roberto Heras e Primož Roglič (3) alla Vuelta a Espana detengono i primati di vittorie consecutive per ogni singolo Grande Giro.

- Durante la Seconda Guerra Mondiale, nel 1942 e 1943, con la sospensione di molte competizioni sportive, furono organizzate due manifestazioni denominate Giro d'Italia di Guerra. Si trattava di corse a punti in base ai piazzamenti delle varie frazioni. Furono vinte da Gino Bartali e Glauco Servadei, ma non vengono considerate nell'albo d'oro del Giro d'Italia.

(°) Nel 1912 come componente dell'Atala.

### Vincitori di tutti e tre i Grandi Giri
I ciclisti in grassetto sono ancora in attività. L'elenco è aggiornato al Tour de France 2024.
| Atleta           | Tour | Giro | Vuelta | Anno di conseguimento prima tripletta |
| ---------------- | ---- | ---- | ------ | ------------------------------------- |
| Jacques Anquetil | 5    | 2    | 1      | 1963                                  |
| Felice Gimondi   | 1    | 3    | 1      | 1968                                  |
| Eddy Merckx      | 5    | 5    | 1      | 1973                                  |
| Bernard Hinault  | 5    | 3    | 2      | 1980                                  |
| Alberto Contador | 2    | 2    | 3      | 2008                                  |
| Vincenzo Nibali  | 1    | 2    | 1      | 2014                                  |
| Chris Froome     | 4    | 1    | 2      | 2018                                  |

- Solo questi sette corridori sono riusciti a scrivere il proprio nome negli albi d'oro dei tre Grandi Giri[6], ma nessuno è riuscito a vincerli tutti nello stesso anno. Merckx, Hinault e Froome sono però gli unici tre ciclisti ad avere vinto i tre Grandi Giri consecutivamente nell'arco di due stagioni. Merckx infatti vinse Giro e Tour nel 1972 e Vuelta e Giro nel 1973 (quattro Grandi Giri di fila), Hinault si impose in Giro e Tour nel 1982 e Vuelta nel 1983 (tre di fila) mentre Froome vinse Tour e Vuelta nel 2017 e Giro nel 2018.

- Chris Froome, con la vittoria alla Giro d'Italia nel 2018, ha vinto i tre Grandi Giri in 11 mesi. Felice Gimondi, Bernard Hinault e Alberto Contador sono stati i più giovani vincitori delle tre corse all'età di 25 anni.

Altri primati stabiliti dai corridori che hanno ottenuto la tripla corona
| Descrizione                                             | Record           | Atleta                           | Anno di conseguimento |
| ------------------------------------------------------- | ---------------- | -------------------------------- | --------------------- |
| Minor tempo impiegato per ottenimento tripla corona     | 1 anno e 2 mesi  | Alberto Contador                 | 2008                  |
| Maggior tempo impiegato per ottenimento tripla corona   | 5 anni e 10 mesi | Jacques Anquetil                 | 1963                  |
| Più giovane ad ottenere la tripla corona                | 25 anni e 6 mesi | Bernard Hinault                  | 1980                  |
| Più anziano ad ottenere la tripla corona                | 33 anni          | Chris Froome                     | 2018                  |
| Vincitori di almeno due edizioni di ciascun Grande Giro | 2 ciclisti       | Bernard Hinault Alberto Contador | 1983 2015             |
| Vincitori di tutti i Grandi Giri nello stesso anno      | 0 ciclisti       |                                  |                       |

- Dei sette corridori che sono riusciti nell'impresa di vincere i tre Grandi Giri, soltanto Merckx (3 volte), Gimondi e Hinault sono diventati anche Campioni del Mondo su strada nella gara in linea; mentre Alberto Contador e Chris Froome sono gli unici dei sette a non aver mai vinto una classica monumento.

- Dei sette corridori che hanno vinto tutti i Grandi Giri nessuno è riuscito a vincerli nella stessa stagione, addirittura nessuno di loro ha neppure partecipato a tutti i Grandi Giri nello stesso anno.

- Oltre a questi sette corridori, altri venti ciclisti sono riusciti a vincere almeno due dei tre Grandi Giri in tutta la propria carriera. Sei di loro sono stati anche capaci di vincerli nello stesso anno (Coppi, Battaglin, Roche, Indurain, Pantani, Pogačar), addirittura in più di un'occasione (nei casi di Coppi e Indurain).

### Vincitori di due Grandi Giri nello stesso anno
| Atleta             | Doppiette | Giro-Tour            | Tour-Vuelta | Giro-Vuelta |
| ------------------ | --------- | -------------------- | ----------- | ----------- |
| Eddy Merckx        | 4         | 3 (1970, 1972, 1974) | 0           | 1 (1973)    |
| Bernard Hinault    | 3         | 2 (1982, 1985)       | 1 (1978)    | 0           |
| Fausto Coppi       | 2         | 2 (1949, 1952)       | 0           | 0           |
| Jacques Anquetil   | 2         | 1 (1964)             | 1 (1963)    | 0           |
| Miguel Indurain    | 2         | 2 (1992, 1993)       | 0           | 0           |
| Giovanni Battaglin | 1         | 0                    | 0           | 1 (1981)    |
| Stephen Roche      | 1         | 1 (1987)             | 0           | 0           |
| Marco Pantani      | 1         | 1 (1998)             | 0           | 0           |
| Alberto Contador   | 1         | 0                    | 0           | 1 (2008)    |
| Chris Froome       | 1         | 0                    | 1 (2017)    | 0           |
| Tadej Pogačar      | 1         | 1 (2024)             | 0           | 0           |

- Soltanto Merckx (3 anni consecutivi), Anquetil ed Indurain (2 anni consecutivi ciascuno) sono riusciti nell'impresa di fare la doppietta di due su tre Grandi Giri consecutivamente. Indurain è il solo ad averla compiuta nei medesimi due Grandi Giri (Giro-Tour) per due anni consecutivi.

- Undici diversi ciclisti sono riusciti a vincere due dei tre Grandi Giri nello stesso anno, per un totale di diciannove casi. Di questi ben 13 volte la doppietta ha riguardato Giro d'Italia e Tour de France, 3 volte Vuelta d'Espana e Giro d'Italia e 3 volte Vuelta d'Espana e Tour de France. Nessuno di questi dieci ciclisti è riuscito a compiere le tre "doppiette", soltanto Anquetil, Hinault e Merckx ne hanno realizzate almeno due (i primi Giro-Tour e Vuelta-Tour, il belga Giro-Tour e Vuelta-Giro).

- Fausto Coppi è stato il primo corridore a riuscire a vincere due Grandi Giri nello stesso anno, nel 1949, impresa che fino a quel momento si riteneva impossibile per qualsiasi ciclista.

- Nelle diciannove stagioni in cui si sono verificate le "doppiette" i vincitori hanno partecipato soltanto ai due Grandi Giri vittoriosi.

- Tra questi undici corridori ci sono anche cinque dei sette che sono riusciti a vincere in carriera tutti i Grandi Giri. Soltanto Gimondi e Nibali non sono mai riusciti a "centrare" alcuna "doppietta".

- Curiosamente per Giovanni Battaglin, Stephen Roche e Marco Pantani i Grandi Giri della "doppietta" sono anche gli unici vinti in carriera dagli stessi.

- Degli undici corridori soltanto Merckx, Roche e Pogačar sono riusciti a diventare campioni del mondo di ciclismo su strada prova in linea nell'anno di una doppietta (per tutti Giro-Tour): Merckx in occasione della sua ultima doppietta nel 1974, Roche ovviamente nel 1987 e Pogačar nel 2024. Peraltro di questi undici, oltre ai tre appena citati, soltanto Coppi e Hinault hanno vinto il campionato del mondo su strada.

### Vittorie per ciclista nei Grandi Giri
Nella seguente lista sono riportati tutti i ciclisti che hanno vinto, nella loro carriera, almeno due Grandi Giri.
I ciclisti in grassetto sono ancora in attività. L'elenco è aggiornato al Tour de France 2025.
| Pos | Nome                | Totale | Tour de France                   | Giro d'Italia                    | Vuelta a España            |
| --- | ------------------- | ------ | -------------------------------- | -------------------------------- | -------------------------- |
| 1   | Eddy Merckx         | 11     | 5 (1969, 1970, 1971, 1972, 1974) | 5 (1968, 1970, 1972, 1973, 1974) | 1 (1973)                   |
| 2   | Bernard Hinault     | 10     | 5 (1978, 1979, 1981, 1982, 1985) | 3 (1980, 1982, 1985)             | 2 (1978, 1983)             |
| 3   | Jacques Anquetil    | 8      | 5 (1957, 1961, 1962, 1963, 1964) | 2 (1960, 1964)                   | 1 (1963)                   |
| 4   | Fausto Coppi        | 7      | 2 (1949, 1952)                   | 5 (1940, 1947, 1949, 1952, 1953) | 0                          |
| 4   | Miguel Indurain     | 7      | 5 (1991, 1992, 1993, 1994, 1995) | 2 (1992, 1993)                   | 0                          |
| 4   | Alberto Contador    | 7      | 2 (2007, 2009)                   | 2 (2008, 2015)                   | 3 (2008, 2012, 2014)       |
| 4   | Chris Froome        | 7      | 4 (2013, 2015, 2016, 2017)       | 1 (2018)                         | 2 (2011, 2017)             |
| 8   | Alfredo Binda       | 5      | 0                                | 5 (1925, 1927, 1928, 1929, 1933) | 0                          |
| 8   | Gino Bartali        | 5      | 2 (1938, 1948)                   | 3 (1936, 1937, 1946)             | 0                          |
| 8   | Felice Gimondi      | 5      | 1 (1965)                         | 3 (1967, 1969, 1976)             | 1 (1968)                   |
| 8   | Primož Roglič       | 5      | 0                                | 1 (2023)                         | 4 (2019, 2020, 2021, 2024) |
| 8   | Tadej Pogačar       | 5      | 4 (2020, 2021, 2024, 2025)       | 1 (2024)                         | 0                          |
| 13  | Vincenzo Nibali     | 4      | 1 (2014)                         | 2 (2013, 2016)                   | 1 (2010)                   |
| 13  | Tony Rominger       | 4      | 0                                | 1 (1995)                         | 3 (1992, 1993, 1994)       |
| 13  | Roberto Heras       | 4      | 0                                | 0                                | 4 (2000, 2003, 2004, 2005) |
| 16  | Carlo Galetti       | 3      | 0                                | 3 (1910, 1911, 1912)             | 0                          |
| 16  | Philippe Thys       | 3      | 3 (1913, 1914, 1920)             | 0                                | 0                          |
| 16  | Giovanni Brunero    | 3      | 0                                | 3 (1921, 1922, 1926)             | 0                          |
| 16  | Fiorenzo Magni      | 3      | 0                                | 3 (1948, 1951, 1955)             | 0                          |
| 16  | Louison Bobet       | 3      | 3 (1953, 1954, 1955)             | 0                                | 0                          |
| 16  | Charly Gaul         | 3      | 1 (1958)                         | 2 (1956, 1959)                   | 0                          |
| 16  | Pedro Delgado       | 3      | 1 (1988)                         | 0                                | 2 (1985, 1989)             |
| 16  | Laurent Fignon      | 3      | 2 (1983, 1984)                   | 1 (1989)                         | 0                          |
| 16  | Greg LeMond         | 3      | 3 (1986, 1989, 1990)             | 0                                | 0                          |
| 25  | Lucien Petit-Breton | 2      | 2 (1907, 1908)                   | 0                                | 0                          |
| 25  | Firmin Lambot       | 2      | 2 (1919, 1922)                   | 0                                | 0                          |
| 25  | Costante Girardengo | 2      | 0                                | 2 (1919, 1923)                   | 0                          |
| 25  | Ottavio Bottecchia  | 2      | 2 (1924, 1925)                   | 0                                | 0                          |
| 25  | Nicolas Frantz      | 2      | 2 (1927, 1928)                   | 0                                | 0                          |
| 25  | André Leducq        | 2      | 2 (1930, 1932)                   | 0                                | 0                          |
| 25  | Antonin Magne       | 2      | 2 (1931, 1934)                   | 0                                | 0                          |
| 25  | Gustaaf Deloor      | 2      | 0                                | 0                                | 2 (1935, 1936)             |
| 25  | Giovanni Valetti    | 2      | 0                                | 2 (1938, 1939)                   | 0                          |
| 25  | Sylvère Maes        | 2      | 2 (1936, 1939)                   | 0                                | 0                          |
| 25  | Julián Berrendero   | 2      | 0                                | 0                                | 2 (1941, 1942)             |
| 25  | Hugo Koblet         | 2      | 1 (1951)                         | 1 (1950)                         | 0                          |
| 25  | Gastone Nencini     | 2      | 1 (1960)                         | 1 (1957)                         | 0                          |
| 25  | Franco Balmamion    | 2      | 0                                | 2 (1962, 1963)                   | 0                          |
| 25  | Jan Janssen         | 2      | 1 (1968)                         | 0                                | 1 (1967)                   |
| 25  | Roger Pingeon       | 2      | 1 (1967)                         | 0                                | 1 (1969)                   |
| 25  | Luis Ocaña          | 2      | 1 (1973)                         | 0                                | 1 (1970)                   |
| 25  | José Manuel Fuente  | 2      | 0                                | 0                                | 2 (1972, 1974)             |
| 25  | Bernard Thévenet    | 2      | 2 (1975, 1977)                   | 0                                | 0                          |
| 25  | Joop Zoetemelk      | 2      | 1 (1980)                         | 0                                | 1 (1979)                   |
| 25  | Giovanni Battaglin  | 2      | 0                                | 1 (1981)                         | 1 (1981)                   |
| 25  | Giuseppe Saronni    | 2      | 0                                | 2 (1979, 1983)                   | 0                          |
| 25  | Stephen Roche       | 2      | 1 (1987)                         | 1 (1987)                         | 0                          |
| 25  | Alex Zülle          | 2      | 0                                | 0                                | 2 (1996, 1997)             |
| 25  | Marco Pantani       | 2      | 1 (1998)                         | 1 (1998)                         | 0                          |
| 25  | Ivan Gotti          | 2      | 0                                | 2 (1997, 1999)                   | 0                          |
| 25  | Jan Ullrich         | 2      | 1 (1997)                         | 0                                | 1 (1999)                   |
| 25  | Gilberto Simoni     | 2      | 0                                | 2 (2001, 2003)                   | 0                          |
| 25  | Paolo Savoldelli    | 2      | 0                                | 2 (2002, 2005)                   | 0                          |
| 25  | Denis Men'šov       | 2      | 0                                | 1 (2009)                         | 1 (2007)                   |
| 25  | Ivan Basso          | 2      | 0                                | 2 (2006, 2010)                   | 0                          |
| 25  | Nairo Quintana      | 2      | 0                                | 1 (2014)                         | 1 (2016)                   |
| 25  | Egan Bernal         | 2      | 1 (2019)                         | 1 (2021)                         | 0                          |
| 25  | Jonas Vingegaard    | 2      | 2 (2022, 2023)                   | 0                                | 0                          |
| 25  | Simon Yates         | 2      | 0                                | 1 (2025)                         | 1 (2018)                   |

- Eddy Merckx detiene il record di stagioni consecutive (7) in cui è riuscito a vincere almeno uno dei tre Grandi Giri.
- Il maggiore intervallo intercorso tra la prima e l'ultima vittoria in un Grande Giro è di 13 anni, infatti Fausto Coppi vinse il suo primo Giro d'Italia nel 1940 e l'ultimo nel 1953. Mentre il maggior intervallo tra due vittorie di due grandi giri è di 8 anni: Gino Bartali vinse il Tour de France nel 1938 e nel 1946 vinse il Giro d'Italia.

- Lucien Petit-Breton è stato il primo corridore della storia a bissare il successo di un Grande Giro, vincendo il Tour de France nel 1907 e nel 1908.

- Gino Bartali è stato il primo corridore della storia a riuscire a vincere due diversi Grandi Giri, infatti, dopo le vittorie al Giro del 1936 e 1937, vinse il Tour del 1938.

### Vittorie per nazione nei Grandi Giri
Tabella aggiornata al Tour de France 2025.
| Pos. | Nome        | Totale | Tour | Giro | Vuelta | Ultima vittoria |
| ---- | ----------- | ------ | ---- | ---- | ------ | --------------- |
| 1    | Italia      | 85     | 10   | 69   | 6      | 2016            |
| 2    | Francia     | 51     | 36   | 6    | 9      | 1995            |
| 3    | Spagna      | 48     | 12   | 4    | 32     | 2015            |
| 4    | Belgio      | 33     | 18   | 7    | 8      | 2022            |
| 5    | Regno Unito | 12     | 6    | 3    | 3      | 2025            |
| 6    | Svizzera    | 10     | 2    | 3    | 5      | 1997            |
| 6    | Slovenia    | 10     | 4    | 2    | 4      | 2025            |
| 8    | Lussemburgo | 7      | 5    | 2    | 0      | 2010            |
| 9    | Stati Uniti | 6      | 3    | 1    | 2      | 2023            |
| 10   | Paesi Bassi | 5      | 2    | 1    | 2      | 2017            |
| 10   | Colombia    | 5      | 1    | 2    | 2      | 2021            |
| 12   | Germania    | 4      | 1    | 0    | 3      | 1999            |
| 12   | Russia      | 4      | 0    | 3    | 1      | 2009            |
| 14   | Irlanda     | 3      | 1    | 1    | 1      | 1988            |
| 14   | Danimarca   | 3      | 3    | 0    | 0      | 2023            |
| 16   | Australia   | 2      | 1    | 1    | 0      | 2022            |
| 17   | Svezia      | 1      | 0    | 1    | 0      | 1971            |
| 17   | Kazakistan  | 1      | 0    | 0    | 1      | 2006            |
| 17   | Canada      | 1      | 0    | 1    | 0      | 2012            |
| 17   | Ecuador     | 1      | 0    | 1    | 0      | 2019            |

In quattro annate i tre Grandi Giri sono stati vinti da ciclisti di un'unica nazione (1964, 2008, 2018  e 2024). Nel 1964 il francese Jacques Anquetil vinse Giro e Tour, mentre il suo connazionale Raymond Poulidor vinse la Vuelta. Nel 2008 lo spagnolo Alberto Contador vinse Giro e Vuelta, mentre il suo connazionale Carlos Sastre si aggiudicò il Tour. Nel 2018 Giro, Tour e Vuelta vennero vinti rispettivamente dai tre britannici Chris Froome, Geraint Thomas e Simon Yates. Nel 2024 gli sloveni Tadej Pogačar e Primož Roglič vinsero rispettivamente l'accoppiata Giro-Tour e la Vuelta.
L'Italia è la nazione che è riuscita a vincere per più annate consecutive almeno un Grande Giro, infatti dal 1909 al 1940 (esclusi gli anni dal 1915 al 1918, quando ogni competizione fu sospesa per la prima guerra mondiale) i ciclisti italiani vinsero 28 edizioni del Giro d'Italia e 3 del Tour de France.

### Sul podio di tutti e tre i Grandi Giri
Ventuno ciclisti sono riusciti a salire sul podio di tutti i tre Grandi Giri, ma nessuno è riuscito nell'impresa nello stesso anno.
I ciclisti in grassetto sono ancora in attività. L'elenco è aggiornato al Tour de France 2025.
| Nome                | Podi Tour | Podi Giro | Podi Vuelta | Totale Podi | Anno di conseguimento del primo podio in tutti i giri |
| ------------------- | --------- | --------- | ----------- | ----------- | ----------------------------------------------------- |
| Jacques Anquetil    | 6         | 6         | 1           | 13          | 1963                                                  |
| Felice Gimondi      | 2         | 9         | 1           | 12          | 1968                                                  |
| Herman Van Springel | 1         | 1         | 1           | 3           | 1971                                                  |
| Eddy Merckx         | 6         | 5         | 1           | 12          | 1973                                                  |
| José Manuel Fuente  | 1         | 1         | 2           | 4           | 1973                                                  |
| Bernard Hinault     | 7         | 3         | 2           | 12          | 1980                                                  |
| Laurent Fignon      | 3         | 2         | 1           | 6           | 1987                                                  |
| Miguel Indurain     | 5         | 3         | 1           | 9           | 1992                                                  |
| Tony Rominger       | 1         | 1         | 4           | 6           | 1995                                                  |
| Alberto Contador    | 2         | 2         | 3           | 7           | 2008                                                  |
| Denis Men'šov       | 1         | 1         | 2           | 4           | 2009                                                  |
| Carlos Sastre       | 2         | 1         | 3           | 6           | 2009                                                  |
| Vincenzo Nibali     | 2         | 6         | 3           | 11          | 2012                                                  |
| Cadel Evans         | 3         | 1         | 1           | 5           | 2013                                                  |
| Joaquim Rodríguez   | 1         | 1         | 3           | 5           | 2013                                                  |
| Alejandro Valverde  | 1         | 1         | 7           | 9           | 2016                                                  |
| Nairo Quintana      | 3         | 2         | 1           | 6           | 2016                                                  |
| Chris Froome        | 6         | 1         | 4           | 11          | 2018                                                  |
| Primož Roglič       | 1         | 2         | 5           | 8           | 2020                                                  |
| Richard Carapaz     | 1         | 3         | 1           | 5           | 2021                                                  |
| Tadej Pogačar       | 6         | 1         | 1           | 8           | 2024                                                  |

- Tra questi ventuno ciclisti, Van Springel e Rodriguez sono gli unici a non aver mai vinto nessun Grande Giro. Contador è invece l'unico che è salito soltanto sul gradino più alto del podio.

- Hinault, Contador e Nibali sono gli unici ciclisti ad essere saliti sul podio almeno in due occasioni in tutti i Grandi Giri. Hinault e Contador sono anche gli unici ad aver vinto tutti e tre i Grandi Giri almeno due volte ciascuno.

- Il maggior intervallo intercorso tra il primo e l'ultimo podio in carriera in un Grande Giro è di 16 anni, infatti Alejandro Valverde arrivò terzo alla Vuelta a España nel 2003 e giunse secondo nel 2019.

- Jacques Anquetil detiene il primato di podi complessivi (13) nei Grandi Giri, mentre Raymond Poulidor con 8, Felice Gimondi con 9 e Alejandro Valverde con 7 hanno ottenuto il maggior numero di podi rispettivamente al Tour de France, Giro d'Italia e Vuelta a España.

- Il record di podi consecutivi al Tour de France appartiene a Gustave Garrigou, Miguel Indurain e Tadej Pogačar, i quali sono saliti sul podio per cinque anni consecutivi, rispettivamente dal 1909 al 1913, dal 1991 al 1995 e dal 2020 al 2024 (Indurain sempre sul gradino più alto). Al Giro d'Italia il record appartiene ad Alfredo Binda, sul podio per cinque anni dal 1925 al 1929 (quattro vittorie ed un secondo posto nel 1926). Alla Vuelta a España il record di quattro podi consecutivi è di Julián Berrendero e Roberto Heras, rispettivamente dal 1941 al 1946 (1943 e 1944 non disputata) e dal 2002 al 2005.

- Il record di podi consecutivi, considerando tutti i Grandi Giri, appartiene ad Eddy Merckx, che, in quattro competizioni consecutive (dal Giro d'Italia del 1972 a quello del 1973), salì sempre sul gradino più alto del podio. Merckx eguagliò il record di podi appartenente a Gino Bartali, che era salito quattro volte consecutive sul podio, dal vittorioso Tour del 1948 al Giro del 1950 (la Vuelta di quell'anno fu eccezionalmente posticipata in settembre).

- Il primo ciclista della storia a bissare un podio in un Grande Giro fu Jean-Baptiste Dortignacq, che al Tour de France giunse secondo nel 1904 e terzo nel 1905, mentre Jean Alavoine fu il primo ciclista a salire sul podio in due diversi Grandi Giri, infatti giunse terzo al Giro 1920 dopo i terzi posti al Tour nel 1909 e 1914 ed il secondo posto al Tour del 1919 (al Tour giunse secondo anche nel 1922).

- Claudio Chiappucci è il corridore che è salito sul podio di un Grande Giro in più occasioni (6) senza mai riuscire a salire sul gradino più alto. Tra il 1990 ed il 1993 giunse due volte secondo ed una volta terzo sia al Tour de France che al Giro d'Italia.

### Età dei vincitori
| Vincitore | Vuelta a España               | Giro d'Italia                 | Tour de France               |
| --------- | ----------------------------- | ----------------------------- | ---------------------------- |
| minore    | Angelino Soler (21 anni) 1961 | Fausto Coppi (20 anni) 1940   | Henri Cornet (19 anni) 1904  |
| maggiore  | Chris Horner (41 anni) 2013   | Fiorenzo Magni (34 anni) 1955 | Firmin Lambot (36 anni) 1922 |

### Primati dei leader

#### Giorni da leader
| Vuelta a España      | Giro d'Italia         | Tour de France         |
| -------------------- | --------------------- | ---------------------- |
| Alex Zülle 45 giorni | Eddy Merckx 78 giorni | Eddy Merckx 115 giorni |

#### Leader dalla prima all'ultima tappa
Tour de France
- Maurice Garin (1903 per 6 tappe)
- Philippe Thys (1914 per 15 tappe) (alla fine di 4 tappe -dalla seconda alla quinta- Thys fu leader con il connazionale Jean Rossius)
- Ottavio Bottecchia (1924 per 15 tappe)
- Nicolas Frantz (1928, per 22 tappe)
- Romain Maes (1935, per 27 tappe)

Giro d'Italia
- Costante Girardengo (1919, per 10 tappe)
- Alfredo Binda (1927, per 15 tappe)
- Eddy Merckx (1973, per 20 tappe)
- Gianni Bugno (1990, per 20 tappe)

Vuelta a España
- Julián Berrendero (1942, per 19 tappe)
- Freddy Maertens (1977, per 20 tappe)
- Tony Rominger (1994, per 21 tappe)

## Classifica scalatori
Cronologicamente la nascita della prima classifica come migliore scalatore è quella Tour de France (luglio 1905) seguito da quella del Giro d'Italia (maggio 1933) e dalla Vuelta a España (maggio 1935). 

### Cronologia dei vincitori della classifica scalatori
| Anno | Vuelta a España        | Giro d'Italia                                   | Tour de France      | Note                                                  |
| ---- | ---------------------- | ----------------------------------------------- | ------------------- | ----------------------------------------------------- |
| 1905 |                        |                                                 | René Pottier        |                                                       |
| 1906 |                        |                                                 | René Pottier        |                                                       |
| 1907 |                        |                                                 | Émile Georget       |                                                       |
| 1908 |                        |                                                 | Gustave Garrigou    |                                                       |
| 1909 |                        |                                                 | François Faber      |                                                       |
| 1910 |                        |                                                 | Octave Lapize       |                                                       |
| 1911 |                        |                                                 | Paul Duboc          |                                                       |
| 1912 |                        |                                                 | Odile Defraye       |                                                       |
| 1913 |                        |                                                 | Philippe Thys       |                                                       |
| 1914 |                        |                                                 | Firmin Lambot       |                                                       |
| 1919 |                        |                                                 | Honoré Barthélémy   |                                                       |
| 1920 |                        |                                                 | Firmin Lambot       |                                                       |
| 1921 |                        |                                                 | Hector Heusghem     |                                                       |
| 1922 |                        |                                                 | Jean Alavoine       |                                                       |
| 1923 |                        |                                                 | Henri Pélissier     |                                                       |
| 1924 |                        |                                                 | Ottavio Bottecchia  |                                                       |
| 1925 |                        |                                                 | Ottavio Bottecchia  |                                                       |
| 1926 |                        |                                                 | Lucien Buysse       |                                                       |
| 1927 |                        |                                                 | Michele Gordini     |                                                       |
| 1928 |                        |                                                 | Victor Fontan       |                                                       |
| 1929 |                        |                                                 | Victor Fontan       |                                                       |
| 1930 |                        |                                                 | Benoît Faure        |                                                       |
| 1931 |                        |                                                 | Jef Demuysere       |                                                       |
| 1932 |                        |                                                 | Vicente Trueba      |                                                       |
| 1933 |                        | Alfredo Binda                                   | Vicente Trueba      |                                                       |
| 1934 |                        | Remo Bertoni                                    | René Vietto         |                                                       |
| 1935 | Edoardo Molinar        | Gino Bartali                                    | Félicien Vervaecke  |                                                       |
| 1936 | Salvador Molina        | Gino Bartali                                    | Julián Berrendero   |                                                       |
| 1937 | non disputata          | Gino Bartali                                    | Félicien Vervaecke  |                                                       |
| 1938 | non disputata          | Giovanni Valetti                                | Gino Bartali        |                                                       |
| 1939 | non disputata          | Gino Bartali                                    | Sylvère Maes        |                                                       |
| 1940 | non disputata          | Gino Bartali                                    | non disputato       |                                                       |
| 1941 | Fermín Trueba          | non disputato                                   | non disputato       |                                                       |
| 1942 | Julián Berrendero      | non disputato                                   | non disputato       |                                                       |
| 1943 | non disputata          | non disputato                                   | non disputato       |                                                       |
| 1944 | non disputata          | non disputato                                   | non disputato       |                                                       |
| 1945 | Julián Berrendero      | non disputato                                   | non disputato       |                                                       |
| 1946 | Emilio Rodríguez       | Gino Bartali                                    | non disputato       |                                                       |
| 1947 | Emilio Rodríguez       | Gino Bartali                                    | Pierre Brambilla    |                                                       |
| 1948 | Bernardo Ruiz          | Fausto Coppi                                    | Gino Bartali        |                                                       |
| 1949 | non disputata          | Fausto Coppi                                    | Fausto Coppi        |                                                       |
| 1950 | Emilio Rodríguez       | Hugo Koblet                                     | Louison Bobet       |                                                       |
| 1951 | non disputata          | Louison Bobet                                   | Raphaël Géminiani   |                                                       |
| 1952 | non disputata          | Raphaël Géminiani                               | Fausto Coppi        |                                                       |
| 1953 | non disputata          | Pasquale Fornara                                | Jesús Loroño        |                                                       |
| 1954 | non disputata          | Fausto Coppi                                    | Federico Bahamontes |                                                       |
| 1955 | Giuseppe Buratti       | Gastone Nencini                                 | Charly Gaul         |                                                       |
| 1956 | Nino Defilippis        | Federico Bahamontes Aurelio Del Rio Charly Gaul | Charly Gaul         | Trofeo Appennini Trofeo dello Stelvio Trofeo Dolomiti |
| 1957 | Federico Bahamontes    | Raphaël Géminiani                               | Gastone Nencini     |                                                       |
| 1958 | Federico Bahamontes    | Jean Brankart                                   | Federico Bahamontes |                                                       |
| 1959 | Antonio Suárez         | Charly Gaul                                     | Federico Bahamontes |                                                       |
| 1960 | Antonio Karmany        | Rik Van Looy                                    | Imerio Massignan    |                                                       |
| 1961 | Antonio Karmany        | Vito Taccone                                    | Imerio Massignan    |                                                       |
| 1962 | Antonio Karmany        | Angelino Soler                                  | Federico Bahamontes |                                                       |
| 1963 | Julio Jiménez          | Vito Taccone                                    | Federico Bahamontes |                                                       |
| 1964 | Julio Jiménez          | Franco Bitossi                                  | Federico Bahamontes |                                                       |
| 1965 | Julio Jiménez          | Franco Bitossi                                  | Julio Jiménez       |                                                       |
| 1966 | Gregorio San Miguel    | Franco Bitossi                                  | Julio Jiménez       |                                                       |
| 1967 | Mariano Díaz           | Aurelio González                                | Julio Jiménez       |                                                       |
| 1968 | Francisco Gabica       | Eddy Merckx                                     | Aurelio González    |                                                       |
| 1969 | Luis Ocaña             | Claudio Michelotto                              | Eddy Merckx         |                                                       |
| 1970 | Agustín Tamames        | Martin Vandenbossche                            | Eddy Merckx         |                                                       |
| 1971 | Joop Zoetemelk         | José Manuel Fuente                              | Lucien Van Impe     |                                                       |
| 1972 | José Manuel Fuente     | José Manuel Fuente                              | Lucien Van Impe     |                                                       |
| 1973 | José Luis Abilleira    | José Manuel Fuente                              | Pedro Torres        |                                                       |
| 1974 | José Luis Abilleira    | José Manuel Fuente                              | Domingo Perurena    |                                                       |
| 1975 | Andrés Oliva           | Francisco Galdós Andrés Oliva                   | Lucien Van Impe     | Ex aequo                                              |
| 1976 | Andrés Oliva           | Andrés Oliva                                    | Giancarlo Bellini   |                                                       |
| 1977 | Pedro Torres Cruces    | Faustino Fernández Ovies                        | Lucien Van Impe     |                                                       |
| 1978 | Andrés Oliva           | Ueli Sutter                                     | Mariano Martínez    |                                                       |
| 1979 | Felipe Yáñez           | Claudio Bortolotto                              | Giovanni Battaglin  |                                                       |
| 1980 | Juan Fernández         | Claudio Bortolotto                              | Raymond Martin      |                                                       |
| 1981 | José Luis Laguía       | Claudio Bortolotto                              | Lucien Van Impe     |                                                       |
| 1982 | José Luis Laguía       | Lucien Van Impe                                 | Bernard Vallet      |                                                       |
| 1983 | José Luis Laguía       | Lucien Van Impe                                 | Lucien Van Impe     |                                                       |
| 1984 | Felipe Yáñez           | Laurent Fignon                                  | Robert Millar       |                                                       |
| 1985 | José Luis Laguía       | José Luis Navarro                               | Luis Herrera        |                                                       |
| 1986 | José Luis Laguía       | Pedro Muñoz                                     | Bernard Hinault     |                                                       |
| 1987 | Luis Herrera           | Robert Millar                                   | Luis Herrera        |                                                       |
| 1988 | Álvaro Pino            | Andrew Hampsten                                 | Steven Rooks        |                                                       |
| 1989 | Óscar de Jesús Vargas  | Luis Herrera                                    | Gert-Jan Theunisse  |                                                       |
| 1990 | Martín Farfán          | Claudio Chiappucci                              | Thierry Claveyrolat |                                                       |
| 1991 | Luis Herrera           | Iñaki Gastón                                    | Claudio Chiappucci  |                                                       |
| 1992 | Carlos Hernández Bailo | Claudio Chiappucci                              | Claudio Chiappucci  |                                                       |
| 1993 | Tony Rominger          | Claudio Chiappucci                              | Tony Rominger       |                                                       |
| 1994 | Luc Leblanc            | Pascal Richard                                  | Richard Virenque    |                                                       |
| 1995 | Laurent Jalabert       | Mariano Piccoli                                 | Richard Virenque    |                                                       |
| 1996 | Tony Rominger          | Mariano Piccoli                                 | Richard Virenque    |                                                       |
| 1997 | José María Jiménez     | José Jaime González                             | Richard Virenque    |                                                       |
| 1998 | José María Jiménez     | Marco Pantani                                   | Christophe Rinero   |                                                       |
| 1999 | José María Jiménez     | José Jaime González                             | Richard Virenque    |                                                       |
| 2000 | Carlos Sastre          | Francesco Casagrande                            | Santiago Botero     |                                                       |
| 2001 | José María Jiménez     | Freddy González                                 | Laurent Jalabert    |                                                       |
| 2002 | Aitor Osa              | Julio Alberto Pérez Cuapio                      | Laurent Jalabert    |                                                       |
| 2003 | Félix Cárdenas         | Freddy González                                 | Richard Virenque    |                                                       |
| 2004 | Félix Cárdenas         | Fabian Wegmann                                  | Richard Virenque    |                                                       |
| 2005 | Joaquim Rodríguez      | José Rujano                                     | Michael Rasmussen   |                                                       |
| 2006 | Egoi Martínez          | Juan Manuel Gárate                              | Michael Rasmussen   |                                                       |
| 2007 | Denis Men'šov          | Leonardo Piepoli                                | Mauricio Soler      |                                                       |
| 2008 | David Moncoutié        | Emanuele Sella                                  | non attribuita      |                                                       |
| 2009 | David Moncoutié        | Stefano Garzelli                                | non attribuita      |                                                       |
| 2010 | David Moncoutié        | Matthew Lloyd                                   | Anthony Charteau    |                                                       |
| 2011 | David Moncoutié        | Stefano Garzelli                                | Samuel Sánchez      |                                                       |
| 2012 | Simon Clarke           | Matteo Rabottini                                | Thomas Voeckler     |                                                       |
| 2013 | Nicolas Edet           | Stefano Pirazzi                                 | Nairo Quintana      |                                                       |
| 2014 | Luis León Sánchez      | Julián Arredondo                                | Rafał Majka         |                                                       |
| 2015 | Omar Fraile            | Giovanni Visconti                               | Chris Froome        |                                                       |
| 2016 | Omar Fraile            | Mikel Nieve                                     | Rafał Majka         |                                                       |
| 2017 | Davide Villella        | Mikel Landa                                     | Warren Barguil      |                                                       |
| 2018 | Thomas De Gendt        | Chris Froome                                    | Julian Alaphilippe  |                                                       |
| 2019 | Geoffrey Bouchard      | Giulio Ciccone                                  | Romain Bardet       |                                                       |
| 2020 | Guillaume Martin       | Ruben Guerreiro                                 | Tadej Pogačar       |                                                       |
| 2021 | Michael Storer         | Geoffrey Bouchard                               | Tadej Pogačar       |                                                       |
| 2022 | Richard Carapaz        | Koen Bouwman                                    | Jonas Vingegaard    |                                                       |
| 2023 | Remco Evenepoel        | Thibaut Pinot                                   | Giulio Ciccone      |                                                       |
| 2024 | Jay Vine               | Tadej Pogačar                                   | Richard Carapaz     |                                                       |
| 2025 |                        | Lorenzo Fortunato                               | Tadej Pogačar       |                                                       |

- 1905-1975 Non esiste maglia leader classifica
- 1975 -   Maglia Bianca a Pois Rossi

- 1933-1973 Non esiste maglia leader classifica
- 1974-2011  Maglia Verde
- 2012-  Maglia Azzurra

- 1935-1985  Maglia Verde
- 1986-1986  Maglia Arancio
- 1987-1987  Maglia Rossa
- 1988-1989  Maglia Bianca a Pois Neri
- 1990-2005  Maglia Verde
- 2006-2008  Maglia Arancio
- 2009-2009  Maglia Granata
- 2010-  Maglia Bianca a Pois Blu

### Vincitori della classifica scalatori in tutti i Grandi Giri
Solo due ciclisti sono riusciti a scrivere il proprio nome negli albi d'oro della classifica del Gran Premio della Montagna dei tre Grandi Giri, ma nessuno è riuscito a vincerli tutti nello stesso anno. I due ciclisti sono:
| Nome                | Tour | Giro | Vuelta | Anno di conseguimento prima tripetta |
| ------------------- | ---- | ---- | ------ | ------------------------------------ |
| Federico Bahamontes | 6    | 1    | 2      | 1957                                 |
| Luis Herrera        | 2    | 1    | 2      | 1989                                 |

### Vincitori della classifica scalatori nei Grandi Giri nello stesso anno
Dieci diversi ciclisti sono riusciti a vincere due volte la classifica scalatori dei tre Grandi Giri nello stesso anno.
Quattro hanno fatto l'accoppiata Giro e Tour:
- Fausto Coppi: 1949
- Charly Gaul: 1956
- Lucien Van Impe: 1983
- Claudio Chiappucci: 1992

Quattro hanno fatto l'accoppiata Vuelta e Tour:
- Federico Bahamontes: 1958
- Julio Jiménez: 1965
- Luis Herrera: 1987
- Tony Rominger 1993

Due ciclisti hanno fatto l'accoppiata Vuelta e Giro:
- José Manuel Fuente: 1972
- Andrés Oliva: 1975, 1976

Fra i suddetti ciclisti, Andrés Oliva è l'unico ad aver fatto un'accoppiata almeno due volte.

### Vittorie della classifica scalatori nei Grandi Giri
Nella seguente lista sono riportati i ciclisti che hanno vinto, nella loro carriera, il maggior numero di volte la classifica scalatori nei Grandi Giri.
| Pos | Nome                | Totale | Tour de France | Giro d'Italia | Vuelta a España | Ultima vittoria |
| --- | ------------------- | ------ | -------------- | ------------- | --------------- | --------------- |
| 1   | Gino Bartali        | 9      | 2              | 7             | 0               | 1948            |
| 1   | Federico Bahamontes | 9      | 6              | 1             | 2               | 1964            |
| 3   | Lucien Van Impe     | 8      | 6              | 2             | 0               | 1983            |
| 4   | Richard Virenque    | 7      | 7              | 0             | 0               | 2004            |

- Virenque (7), Bartali (7) e Laguia (5) sono i corridori che hanno vinto più volte la classifica degli scalatori rispettivamente al Tour de France, Giro d'Italia e Vuelta a España.

- Virenque (4) al Tour, Bartali e Fuente (4) al Giro e Moncoutié (4) alla Vuelta sono i corridori che hanno vinto più volte consecutivamente la classifica degli scalatori dei singoli Grandi Giri.

## Classifica a punti
Cronologicamente la nascita della prima Classifica a punti è quella dalla Vuelta a España (maggio 1945) seguita da quella del Tour de France (luglio 1953) e dal Giro d'Italia (maggio 1966).

### Cronologia dei vincitori della classifica a punti
| Anno | Vuelta a España         | Giro d'Italia          | Tour de France         | Note |  |
| ---- | ----------------------- | ---------------------- | ---------------------- | ---- |  |
| 1945 | Delio Rodríguez         |                        |                        |      |  |
| 1946 | non assegnata           |                        |                        |      |  |
| 1947 | non assegnata           |                        |                        |      |  |
| 1948 | non assegnata           |                        |                        |      |  |
| 1949 | non disputata           |                        |                        |      |  |
| 1950 | non assegnata           |                        |                        |      |  |
| 1951 | non disputata           |                        |                        |      |  |
| 1952 | non disputata           |                        |                        |      |  |
| 1953 | non disputata           |                        | Fritz Schär            |      |  |
| 1954 | non disputata           |                        | Ferdi Kübler           |      |  |
| 1955 | Fiorenzo Magni          |                        | Stan Ockers            |      |  |
| 1956 | Rik Van Steenbergen     |                        | Stan Ockers            |      |  |
| 1957 | Vicente Iturat          |                        | Jean Forestier         |      |  |
| 1958 | Salvador Botella        |                        | Jean Graczyk           |      |  |
| 1959 | Rik Van Looy            |                        | André Darrigade        |      |  |
| 1960 | Arthur De Cabooter      |                        | Jean Graczyk           |      |  |
| 1961 | Antonio Suárez          |                        | André Darrigade        |      |  |
| 1962 | Rudi Altig              |                        | Rudi Altig             |      |  |
| 1963 | Bas Maliepaard          |                        | Rik Van Looy           |      |  |
| 1964 | José Perez-Frances      |                        | Jan Janssen            |      |  |
| 1965 | Rik Van Looy            |                        | Jan Janssen            |      |  |
| 1966 | Jos van der Vleuten     | Gianni Motta           | Willy Planckaert       |      |  |
| 1967 | Jan Janssen             | Dino Zandegù           | Jan Janssen            |      |  |
| 1968 | Jan Janssen             | Eddy Merckx            | Franco Bitossi         |      |  |
| 1969 | Raymond Steegmans       | Franco Bitossi         | Eddy Merckx            |      |  |
| 1970 | Guido Reybrouck         | Franco Bitossi         | Walter Godefroot       |      |  |
| 1971 | Cyrille Guimard         | Marino Basso           | Eddy Merckx            |      |  |
| 1972 | Domingo Perurena        | Roger De Vlaeminck     | Eddy Merckx            |      |  |
| 1973 | Eddy Merckx             | Eddy Merckx            | Herman Van Springel    |      |  |
| 1974 | Domingo Perurena        | Roger De Vlaeminck     | Patrick Sercu          |      |  |
| 1975 | Miguel María Lasa       | Roger De Vlaeminck     | Rik Van Linden         |      |  |
| 1976 | Dietrich Thurau         | Francesco Moser        | Freddy Maertens        |      |  |
| 1977 | Freddy Maertens         | Francesco Moser        | Jacques Esclassan      |      |  |
| 1978 | Ferdi Van Den Haute     | Francesco Moser        | Freddy Maertens        |      |  |
| 1979 | Alfons De Wolf          | Giuseppe Saronni       | Bernard Hinault        |      |  |
| 1980 | Sean Kelly              | Giuseppe Saronni       | Rudy Pevenage          |      |  |
| 1981 | Francisco Javier Cedena | Giuseppe Saronni       | Freddy Maertens        |      |  |
| 1982 | Stefan Mutter           | Francesco Moser        | Sean Kelly             |      |  |
| 1983 | Marino Lejarreta        | Giuseppe Saronni       | Sean Kelly             |      |  |
| 1984 | Guido Van Calster       | Urs Freuler            | Frank Hoste            |      |  |
| 1985 | Sean Kelly              | Johan van der Velde    | Sean Kelly             |      |  |
| 1986 | Sean Kelly              | Guido Bontempi         | Eric Vanderaerden      |      |  |
| 1987 | Alfonso Gutiérrez       | Johan van der Velde    | Jean-Paul van Poppel   |      |  |
| 1988 | Sean Kelly              | Johan van der Velde    | Eddy Planckaert        |      |  |
| 1989 | Malcolm Elliott         | Giovanni Fidanza       | Sean Kelly             |      |  |
| 1990 | Uwe Raab                | Gianni Bugno           | Olaf Ludwig            |      |  |
| 1991 | Uwe Raab                | Claudio Chiappucci     | Džamolidin Abdužaparov |      |  |
| 1992 | Džamolidin Abdužaparov  | Mario Cipollini        | Laurent Jalabert       |      |  |
| 1993 | Tony Rominger           | Adriano Baffi          | Džamolidin Abdužaparov |      |  |
| 1994 | Laurent Jalabert        | Džamolidin Abdužaparov | Džamolidin Abdužaparov |      |  |
| 1995 | Laurent Jalabert        | Tony Rominger          | Laurent Jalabert       |      |  |
| 1996 | Laurent Jalabert        | Fabrizio Guidi         | Erik Zabel             |      |  |
| 1997 | Laurent Jalabert        | Mario Cipollini        | Erik Zabel             |      |  |
| 1998 | Fabrizio Guidi          | Mariano Piccoli        | Erik Zabel             |      |  |
| 1999 | Frank Vandenbroucke     | Laurent Jalabert       | Erik Zabel             |      |  |
| 2000 | Roberto Heras           | Dmitrij Konyšev        | Erik Zabel             |      |  |
| 2001 | José María Jiménez      | Massimo Strazzer       | Erik Zabel             |      |  |
| 2002 | Erik Zabel              | Mario Cipollini        | Robbie McEwen          |      |  |
| 2003 | Erik Zabel              | Gilberto Simoni        | Baden Cooke            |      |  |
| 2004 | Erik Zabel              | Alessandro Petacchi    | Robbie McEwen          |      |  |
| 2005 | Alessandro Petacchi     | Paolo Bettini          | Thor Hushovd           |      |  |
| 2006 | Thor Hushovd            | Paolo Bettini          | Robbie McEwen          |      |  |
| 2007 | Daniele Bennati         | Danilo Di Luca         | Tom Boonen             |      |  |
| 2008 | Greg Van Avermaet       | Daniele Bennati        | Óscar Freire           |      |  |
| 2009 | André Greipel           | Denis Men'šov          | Thor Hushovd           |      |  |
| 2010 | Mark Cavendish          | Cadel Evans            | Alessandro Petacchi    |      |  |
| 2011 | Bauke Mollema           | Michele Scarponi       | Mark Cavendish         |      |  |
| 2012 | Alejandro Valverde      | Joaquim Rodríguez      | Peter Sagan            |      |  |
| 2013 | Alejandro Valverde      | Mark Cavendish         | Peter Sagan            |      |  |
| 2014 | John Degenkolb          | Nacer Bouhanni         | Peter Sagan            |      |  |
| 2015 | Alejandro Valverde      | Giacomo Nizzolo        | Peter Sagan            |      |  |
| 2016 | Fabio Felline           | Giacomo Nizzolo        | Peter Sagan            |      |  |
| 2017 | Chris Froome            | Fernando Gaviria       | Michael Matthews       |      |  |
| 2018 | Alejandro Valverde      | Elia Viviani           | Peter Sagan            |      |  |
| 2019 | Primož Roglič           | Pascal Ackermann       | Peter Sagan            |      |  |
| 2020 | Primož Roglič           | Arnaud Démare          | Sam Bennett            |      |  |
| 2021 | Fabio Jakobsen          | Peter Sagan            | Mark Cavendish         |      |  |
| 2022 | Mads Pedersen           | Arnaud Démare          | Wout Van Aert          |      |  |
| 2023 | Kaden Groves            | Jonathan Milan         | Jasper Philipsen       |      |  |
| 2024 | Kaden Groves            | Jonathan Milan         | Biniam Girmay          |      |  |
| 2025 |                         | Mads Pedersen          | Jonathan Milan         |      |  |

- 1953-  Maglia verde

- 1966-1966 Non esiste maglia leader classifica
- 1967-1969  Maglia rossa
- 1970-2009  Maglia ciclamino
- 2010-2016  Maglia rossa
- 2017-  Maglia ciclamino

- 1945-1986  Maglia azzurra
- 1987-1989  Maglia verde
- 1990-2008  Maglia azzurra
- 2009-  Maglia verde

### Vincitori della classifica a punti in tutti i Grandi Giri
Solo cinque ciclisti sono riusciti a scrivere il proprio nome negli albi d'oro della classifica a punti dei tre Grandi Giri, ma nessuno è riuscito a vincerli tutti nello stesso anno. I cinque ciclisti sono:
| Nome                   | Tour | Giro | Vuelta | Anno di conseguimento prima tripletta |
| ---------------------- | ---- | ---- | ------ | ------------------------------------- |
| Eddy Merckx            | 3    | 2    | 1      | 1973                                  |
| Džamolidin Abdužaparov | 3    | 1    | 1      | 1994                                  |
| Laurent Jalabert       | 2    | 1    | 4      | 1999                                  |
| Alessandro Petacchi    | 1    | 1    | 1      | 2010                                  |
| Mark Cavendish         | 2    | 1    | 1      | 2013                                  |

I ciclisti in grassetto sono ancora in attività. L'elenco è aggiornato alla Tour de France 2025.
Dei cinque corridori che sono riusciti nell'impresa di vincere la Classifica a Punti nei tre Grandi Giri, soltanto Merckx (3 volte) e Cavendish (1 volta) sono diventati anche Campioni del Mondo su strada nella gara in linea; mentre Džamolidin Abdužaparov è l'unico dei cinque a non aver mai vinto una classica monumento.

### Vincitori della classifica a punti nei Grandi Giri nello stesso anno
Sei diversi ciclisti sono riusciti a vincere due classifiche a punti dei tre Grandi Giri nello stesso anno.
Uno solo ha fatto l'accoppiata Giro e Tour:
- Džamolidin Abdužaparov: 1994

Quattro hanno fatto l'accoppiata Vuelta e Tour:
- Rudi Altig: 1962
- Jan Janssen: 1967
- Sean Kelly: 1985
- Laurent Jalabert 1995

Uno solo ha fatto l'accoppiata Vuelta e Giro:
- Eddy Merckx: 1973

### Vittorie della classifica a punti nei Grandi Giri
Nella seguente lista sono riportati i ciclisti che hanno vinto, nella loro carriera, il maggior numero di classifiche a punti dei Grandi Giri.  I ciclisti in grassetto sono ancora in attività. L'elenco è aggiornato alla Tour de France 2025.
| Pos | Nome                   | Totale | Tour | Giro | Vuelta | Ultima vittoria |
| --- | ---------------------- | ------ | ---- | ---- | ------ | --------------- |
| 1   | Erik Zabel             | 9      | 6    | 0    | 3      | 2004            |
| 2   | Sean Kelly             | 8      | 4    | 0    | 4      | 1989            |
| 2   | Peter Sagan            | 8      | 7    | 1    | 0      | 2021            |
| 4   | Laurent Jalabert       | 7      | 2    | 1    | 4      | 1999            |
| 5   | Eddy Merckx            | 6      | 3    | 2    | 1      | 1973            |
| 6   | Jan Janssen            | 5      | 3    | 0    | 2      | 1968            |
| 6   | Džamolidin Abdužaparov | 5      | 3    | 1    | 1      | 1994            |

- Sagan (7) al Tour, Moser e Saronni (4) al Giro, Kelly Jalabert e Valverde (4) alla Vuelta, sono i ciclisti che hanno vinto più volte la classifica a punti nei singoli Grandi Giri.

- Zabel (6) al Tour, Moser e Saronni (3) al Giro, Jalabert (4) alla Vuelta sono i corridori che hanno vinto più volte consecutivamente la classifica a punti dei singoli Grandi Giri.

## Classifica giovani
Cronologicamente la nascita della prima Classifica giovani è quella dal Tour de France (1975) seguita da quella del Giro d'Italia (1976) e dalla Vuelta a España (2017).

### Cronologia dei vincitori della classifica giovani
| Anno | Vuelta a España    | Giro d'Italia           | Tour de France           | Note |
| ---- | ------------------ | ----------------------- | ------------------------ | ---- |
| 1975 |                    |                         | Francesco Moser          |      |
| 1976 |                    | Alfio Vandi             | Enrique Martínez Heredia |      |
| 1977 |                    | Mario Beccia            | Dietrich Thurau          |      |
| 1978 |                    | Roberto Visentini       | Henk Lubberding          |      |
| 1979 |                    | Silvano Contini         | Jean-René Bernaudeau     |      |
| 1980 |                    | Tommy Prim              | Johan Van der Velde      |      |
| 1981 |                    | Giuseppe Faraca         | Peter Winnen             |      |
| 1982 |                    | Marco Groppo            | Phil Anderson            |      |
| 1983 |                    | Franco Chioccioli       | Laurent Fignon           |      |
| 1984 |                    | Charly Mottet           | Greg LeMond              |      |
| 1985 |                    | Alberto Volpi           | Fabio Parra              |      |
| 1986 |                    | Marco Giovannetti       | Andrew Hampsten          |      |
| 1987 |                    | Roberto Conti           | Raúl Alcalá              |      |
| 1988 |                    | Stefano Tomasini        | Erik Breukink            |      |
| 1989 |                    | Volodymyr Pulnikov      | Fabrice Philipot         |      |
| 1990 |                    | Volodymyr Pulnikov      | Gilles Delion            |      |
| 1991 |                    | Massimiliano Lelli      | Álvaro Mejía             |      |
| 1992 |                    | Pavel Tonkov            | Eddy Bouwmans            |      |
| 1993 |                    | Pavel Tonkov            | Antonio Martin Velasco   |      |
| 1994 |                    | Evgenij Berzin          | Marco Pantani            |      |
| 1995 |                    | Non assegnata           | Marco Pantani            |      |
| 1996 |                    | Non assegnata           | Jan Ullrich              |      |
| 1997 |                    | Non assegnata           | Jan Ullrich              |      |
| 1998 |                    | Non assegnata           | Jan Ullrich              |      |
| 1999 |                    | Non assegnata           | Benoît Salmon            |      |
| 2000 |                    | Non assegnata           | Francisco Mancebo        |      |
| 2001 |                    | Non assegnata           | Óscar Sevilla            |      |
| 2002 |                    | Non assegnata           | Ivan Basso               |      |
| 2003 |                    | Non assegnata           | Denis Men'šov            |      |
| 2004 |                    | Non assegnata           | Vladimir Karpec          |      |
| 2005 |                    | Non assegnata           | Jaroslav Popovyč         |      |
| 2006 |                    | Non assegnata           | Damiano Cunego           |      |
| 2007 |                    | Andy Schleck            | Alberto Contador         |      |
| 2008 |                    | Riccardo Riccò          | Andy Schleck             |      |
| 2009 |                    | Kevin Seeldraeyers      | Andy Schleck             |      |
| 2010 |                    | Richie Porte            | Andy Schleck             |      |
| 2011 |                    | Roman Kreuziger         | Pierre Rolland           |      |
| 2012 |                    | Rigoberto Urán          | Tejay van Garderen       |      |
| 2013 |                    | Carlos Alberto Betancur | Nairo Quintana           |      |
| 2014 |                    | Nairo Quintana          | Thibaut Pinot            |      |
| 2015 |                    | Fabio Aru               | Nairo Quintana           |      |
| 2016 |                    | Bob Jungels             | Adam Yates               |      |
| 2017 | Miguel Ángel López | Bob Jungels             | Simon Yates              |      |
| 2018 | Enric Mas          | Miguel Ángel López      | Pierre Latour            |      |
| 2019 | Tadej Pogačar      | Miguel Ángel López      | Egan Bernal              |      |
| 2020 | Enric Mas          | Tao Geoghegan Hart      | Tadej Pogačar            |      |
| 2021 | Gino Mäder         | Egan Bernal             | Tadej Pogačar            |      |
| 2022 | Remco Evenepoel    | Juan Pedro López        | Tadej Pogačar            |      |
| 2023 | Juan Ayuso         | João Almeida            | Tadej Pogačar            |      |
| 2024 | Mattias Skjelmose  | Antonio Tiberi          | Remco Evenepoel          |      |
| 2024 |                    | Isaac Del Toro          | Florian Lipowitz         |      |

- 1975-1989  Maglia Bianca
- 1990-1999 Non esiste maglia leader classifica
- 2000-  Maglia Bianca

- 1976-1994  Maglia Bianca
- 1995-2006 Non assegnata
- 2007-  Maglia Bianca

- 2017-2018
- 2019-  Maglia Bianca

### Vincitori della classifica giovani nei Grandi Giri
Nessun ciclista è riuscito a scrivere il proprio nome negli albi d'oro della classifica giovani di tutti e tre i Grandi Giri. Inoltre nessuno è riuscito a vincere due classifiche giovani nello stesso anno.
Nella seguente lista sono riportati i ciclisti che hanno vinto, nella loro carriera, il maggior numero di classifiche giovani dei Grandi Giri.  I ciclisti in grassetto sono ancora in attività. L'elenco comprende i ciclisti con più vittorie ed è aggiornato alla Tour de France 2025.
| Pos | Nome               | Totale | Tour           | Giro           | Vuelta         |
| --- | ------------------ | ------ | -------------- | -------------- | -------------- |
| 1   | Tadej Pogačar      | 5      | 4 (2020-2023)  | 0              | 1 (2019)       |
| 2   | Andy Schleck       | 4      | 3 (2008-2010)  | 1 (2007)       | 0              |
| 3   | Jan Ullrich        | 3      | 3 (1996-1998)  | 0              | 0              |
| 3   | Nairo Quintana     | 3      | 2 (2013, 2015) | 1 (2014)       | 0              |
| 3   | Miguel Ángel López | 3      | 0              | 2 (2018, 2019) | 1 (2017)       |
| 6   | Pavel Tonkov       | 2      | 0              | 2 (1992, 1993) | 0              |
| 6   | Marco Pantani      | 2      | 2 (1994, 1995) | 0              | 0              |
| 6   | Bob Jungels        | 2      | 0              | 2 (2016, 2017) | 0              |
| 6   | Enric Mas          | 2      | 0              | 0              | 2 (2018, 2020) |
| 6   | Egan Bernal        | 2      | 1 (2019)       | 1 (2021)       | 0              |
| 6   | Remco Evenepoel    | 2      | 1 (2024)       | 0              | 1 (2022)       |

- Pogačar (4) al Tour, Pulnikov, Tonkov, Jungels e Miguel Ángel López (2) al Giro e Enric Mas (2) alla Vuelta , sono i ciclisti che hanno vinto più volte la classifica giovani nei singoli Grandi Giri.
- Pogačar (4) al Tour, Pulnikov, Tonkov, Jungels e Miguel Ángel López (2) al Giro e tutti i vincitori della classifica giovani (1) alla Vuelta, sono i ciclisti che hanno vinto più volte consecutivamente la classifica giovani nei singoli Grandi Giri.

## Vincitori di più classifiche nella stessa edizione dei tre grandi giri

### Vincitori di tutte le classifiche
Soltanto in tre occasioni il vincitore di un Grande Giro è riuscito a vincere anche le altre classifiche:
- Eddy Merckx: Giro d'Italia 1968
- Eddy Merckx: Tour de France 1969
- Tony Rominger: Vuelta a España 1993
- Laurent Jalabert: Vuelta a España 1995

Alla vittoriosa Vuelta a España 1973 Merckx vinse anche la classifica punti e arrivò secondo in quella degli scalatori. In tutte le occasioni le classifiche minori vinte furono quella a punti e scalatori, siccome quella giovani non era ancora stata introdotta al tempo: nessuno è riuscito ancora a  vincere tutte e quattro le maglie nella stessa edizione.

### Vincitori di tre classifiche
Di seguito i corridori che hanno vinto più triplette di maglie nella stessa edizione. Per convenienza vengono usate le seguenti abbreviazioni:
- "G" per Generale;
- "P" per Punti;
- "S" per Scalatori;
- "Y" per Giovani.

In grassetto sono i ciclisti ancora in attività e coloro che hanno vinto il maggior numero di triplette di quel tipo.
| Pos | Nome             | Totale | G-P-S | G-P-Y | P-S-Y | Ultima tripletta |
| --- | ---------------- | ------ | ----- | ----- | ----- | ---------------- |
| 1   | Eddy Merckx      | 2      | 2     | 0     | 0     | 1969             |
| 1   | Tadej Pogačar    | 2      | 0     | 2     | 0     | 2021             |
| 3   | Tony Rominger    | 1      | 1     | 0     | 0     | 1993             |
| 3   | Laurent Jalabert | 1      | 1     | 0     | 0     | 1995             |

### Vincitori di due classifiche
Di seguito i corridori che hanno vinto più coppie di maglie nella stessa edizione. Per convenienza vengono usate le seguenti abbreviazioni:
- "G" per Generale;

- "P" per Punti;

- "S" per Scalatori;

- "Y" per Giovani.

In grassetto sono i ciclisti ancora in attività e coloro che hanno vinto il maggior numero di coppie di quel tipo. Con coppie si intende chi ha vinto almeno due volte due maglie nella stessa edizione.
| Pos | Nome               | Totale | G-P | G-S | G-Y | P-S | P-Y | S-Y | Ultima coppia |
| --- | ------------------ | ------ | --- | --- | --- | --- | --- | --- | ------------- |
| 1   | Eddy Merckx        | 11     | 6   | 3   | 0   | 2   | 0   | 0   | 1973          |
| 2   | Tadej Pogačar      | 8      | 0   | 4   | 2   | 0   | 0   | 2   | 2024          |
| 3   | Gino Bartali       | 5      | 0   | 5   | 0   | 0   | 0   | 0   | 1948          |
| 4   | Tony Rominger      | 4      | 2   | 1   | 0   | 1   | 0   | 0   | 1993          |
| 5   | Fausto Coppi       | 3      | 0   | 3   | 0   | 0   | 0   | 0   | 1952          |
| 5   | Laurent Jalabert   | 3      | 1   | 1   | 0   | 1   | 0   | 0   | 1995          |
| 5   | Chris Froome       | 3      | 1   | 2   | 0   | 0   | 0   | 0   | 2018          |
| 8   | Ottavio Bottecchia | 2      | 0   | 2   | 0   | 0   | 0   | 0   | 1925          |
| 8   | Charly Gaul        | 2      | 0   | 2   | 0   | 0   | 0   | 0   | 1959          |
| 8   | Denis Men'šov      | 2      | 1   | 1   | 0   | 0   | 0   | 0   | 2009          |
| 8   | Nairo Quintana     | 2      | 0   | 1   | 0   | 0   | 0   | 1   | 2014          |
| 8   | Primož Roglič      | 2      | 2   | 0   | 0   | 0   | 0   | 0   | 2020          |
| 8   | Egan Bernal        | 2      | 0   | 0   | 2   | 0   | 0   | 0   | 2021          |

## Distacchi
Di seguito vengono indicati i distacchi minori e maggiori del vincitore di un Grande Giro sul secondo in classifica generale.
Minori
Al Tour de France
| Distacco | Vincitore   | Secondo classificato | Anno |
| -------- | ----------- | -------------------- | ---- |
| 8"       | Greg LeMond | Laurent Fignon       | 1989 |

Al Giro d'Italia
| Distacco | Vincitore      | Secondo classificato | Anno |
| -------- | -------------- | -------------------- | ---- |
| 11"      | Fiorenzo Magni | Ezio Cecchi          | 1948 |

Alla Vuelta a España
| Distacco | Vincitore     | Secondo classificato     | Anno |
| -------- | ------------- | ------------------------ | ---- |
| 6"       | Éric Caritoux | Alberto Fernández Blanco | 1984 |

Maggiori
Al Tour de France
| Distacco | Vincitore     | Secondo classificato | Anno |
| -------- | ------------- | -------------------- | ---- |
| 2h49'45" | Maurice Garin | Lucien Pothier       | 1903 |

Al Giro d'Italia
| Distacco | Vincitore         | Secondo classificato | Anno |
| -------- | ----------------- | -------------------- | ---- |
| 1h55'26" | Alfonso Calzolari | Pierino Albini       | 1914 |

Alla Vuelta a España
| Distacco | Vincitore       | Secondo classificato | Anno |
| -------- | --------------- | -------------------- | ---- |
| 30'08"   | Delio Rodríguez | Julián Berrendero    | 1945 |

## Tappe
Vittorie di tappe nello stesso anno
(Fino al 1994 le gare si disputavano in questa sequenza Vuelta a España, Giro d'Italia, Tour de France. Dal 1995 la Vuelta a España si disputa dopo il Tour de France)
Solo tre ciclisti sono riusciti a vincere almeno una tappa in tutti e tre i Grandi Giri nello stesso anno:
- Miguel Poblet: 1956 (3 alla Vuelta, 4 tappe al Giro, 1 al Tour)
- Pierino Baffi: 1958 (2 alla Vuelta, 1 tappa al Giro, 3 al Tour)
- Alessandro Petacchi: 2003 (6 tappe al Giro, 4 al Tour, 5 alla Vuelta)

Vittorie di tappa per ciclista
I ciclisti in grassetto sono ancora in attività. L'elenco è aggiornato al Tour de France 2025.
| Pos. | Nome                   | Nazione        | Tour de France | Giro d'Italia | Vuelta a España | Totale | Ultima vittoria |
| ---- | ---------------------- | -------------- | -------------- | ------------- | --------------- | ------ | --------------- |
| 1    | Eddy Merckx            | Belgio         | 34             | 25            | 6               | 65     | 1975            |
| 2    | Mario Cipollini        | Italia         | 12             | 42            | 3               | 57     | 2003            |
| 3    | Mark Cavendish         | Regno Unito    | 35             | 17            | 3               | 55     | 2024            |
| 4    | Alessandro Petacchi    | Italia         | 6              | 22            | 20              | 48     | 2011            |
| 5    | Alfredo Binda          | Italia         | 2              | 41            | 0               | 43     | 1933            |
| 6    | Bernard Hinault        | Francia        | 28             | 6             | 7               | 41     | 1986            |
| 7    | Learco Guerra          | Italia         | 8              | 31            | 0               | 39     | 1937            |
| 7    | Delio Rodríguez        | Spagna         | 0              | 0             | 39              | 39     | 1947            |
| 9    | Rik Van Looy           | Belgio         | 7              | 12            | 18              | 37     | 1969            |
| 10   | Freddy Maertens        | Belgio         | 15             | 7             | 13              | 35     | 1981            |
| 11   | Fausto Coppi           | Italia         | 9              | 22            | 0               | 31     | 1955            |
| 12   | Costante Girardengo    | Italia         | 0              | 30            | 0               | 30     | 1926            |
| 12   | Tadej Pogacar          | Slovenia       | 21             | 6             | 3               | 30     | 2025            |
| 14   | Gino Bartali           | Italia         | 12             | 17            | 0               | 29     | 1950            |
| 15   | Marino Basso           | Italia         | 6              | 15            | 6               | 27     | 1977            |
| 15   | Francesco Moser        | Italia         | 2              | 23            | 2               | 27     | 1986            |
| 17   | Raffaele Di Paco       | Italia         | 11             | 15            | 0               | 26     | 1938            |
| 17   | Miguel Poblet          | Spagna         | 3              | 20            | 3               | 26     | 1961            |
| 17   | Giuseppe Saronni       | Italia         | 0              | 24            | 2               | 26     | 1985            |
| 17   | Guido Bontempi         | Italia         | 6              | 16            | 4               | 26     | 1993            |
| 21   | André Leducq           | Francia        | 25             | 0             | 0               | 25     | 1938            |
| 21   | Rik Van Steenbergen    | Belgio         | 4              | 15            | 6               | 25     | 1957            |
| 21   | Franco Bitossi         | Italia         | 4              | 21            | 0               | 25     | 1975            |
| 21   | Laurent Jalabert       | Francia        | 4              | 3             | 18              | 25     | 2001            |
| 25   | Roger De Vlaeminck     | Belgio         | 1              | 22            | 1               | 24     | 1984            |
| 25   | Robbie McEwen          | Australia      | 12             | 12            | 0               | 24     | 2007            |
| 27   | Jacques Anquetil       | Francia        | 16             | 6             | 1               | 23     | 1964            |
| 28   | André Darrigade        | Francia        | 22             | 0             | 0               | 22     | 1964            |
| 28   | Jean-Paul van Poppel   | Paesi Bassi    | 9              | 4             | 9               | 22     | 1994            |
| 28   | André Greipel          | Germania       | 11             | 7             | 4               | 22     | 2017            |
| 28   | Primož Roglič          | Slovenia       | 3              | 4             | 15              | 22     | 2024            |
| 32   | Charly Gaul            | Lussemburgo    | 10             | 11            | 0               | 21     | 1961            |
| 32   | Sean Kelly             | Irlanda        | 5              | 0             | 16              | 21     | 1988            |
| 32   | Tony Rominger          | Svizzera       | 3              | 5             | 13              | 21     | 1996            |
| 35   | Nicolas Frantz         | Lussemburgo    | 20             | 0             | 0               | 20     | 1929            |
| 35   | Giuseppe Olmo          | Italia         | 0              | 20            | 0               | 20     | 1937            |
| 35   | Gerben Karstens        | Paesi Bassi    | 6              | 1             | 13              | 20     | 1976            |
| 35   | Erik Zabel             | Germania       | 12             | 0             | 8               | 20     | 2007            |
| 39   | François Faber         | Lussemburgo    | 19             | 0             | 0               | 19     | 1914            |
| 39   | Jean Alavoine          | Francia        | 17             | 2             | 0               | 19     | 1923            |
| 39   | Patrick Sercu          | Belgio         | 6              | 13            | 0               | 19     | 1977            |
| 39   | Marcel Kittel          | Germania       | 14             | 4             | 1               | 19     | 2017            |
| 43   | Adolfo Leoni           | Italia         | 1              | 17            | 0               | 18     | 1951            |
| 43   | Nino Defilippis        | Italia         | 7              | 9             | 2               | 18     | 1964            |
| 43   | Rudi Altig             | Germania Ovest | 8              | 4             | 6               | 18     | 1969            |
| 43   | Alejandro Valverde     | Spagna         | 4              | 1             | 13              | 18     | 2019            |
| 43   | Peter Sagan            | Slovacchia     | 12             | 2             | 4               | 18     | 2021            |
| 48   | Džamolidin Abdužaparov | Uzbekistan     | 9              | 1             | 7               | 17     | 1996            |
| 49   | Charles Pélissier      | Francia        | 16             | 0             | 0               | 16     | 1935            |
| 49   | René Le Grevès         | Francia        | 16             | 0             | 0               | 16     | 1939            |
| 49   | Fiorenzo Magni         | Italia         | 7              | 6             | 3               | 16     | 1955            |
| 49   | Urs Freuler            | Svizzera       | 1              | 15            | 0               | 16     | 1989            |
| 49   | Miguel Indurain        | Spagna         | 12             | 4             | 0               | 16     | 1995            |
| 49   | Marco Pantani          | Italia         | 8              | 8             | 0               | 16     | 2000            |
| 55   | Luis Ocaña             | Spagna         | 9              | 0             | 6               | 15     | 1973            |
| 55   | Rik Van Linden         | Belgio         | 4              | 9             | 2               | 15     | 1978            |
| 55   | Moreno Argentin        | Italia         | 2              | 13            | 0               | 15     | 1994            |
| 55   | Gianni Bugno           | Italia         | 4              | 9             | 2               | 15     | 1998            |
| 55   | Vincenzo Nibali        | Italia         | 6              | 7             | 2               | 15     | 2019            |
| 60   | José Manuel Fuente     | Spagna         | 2              | 9             | 3               | 14     | 1974            |
| 60   | Felice Gimondi         | Italia         | 7              | 6             | 1               | 14     | 1976            |
| 60   | Marcel Wüst            | Germania       | 1              | 1             | 12              | 14     | 2000            |
| 60   | Alex Zülle             | Svizzera       | 2              | 3             | 9               | 14     | 2000            |
| 60   | Thor Hushovd           | Norvegia       | 10             | 1             | 3               | 14     | 2011            |
| 60   | Joaquim Rodríguez      | Spagna         | 3              | 2             | 9               | 14     | 2015            |
| 60   | Chris Froome           | Regno Unito    | 7              | 2             | 5               | 14     | 2018            |
| 60   | Wout Van Aert          | Belgio         | 10             | 1             | 3               | 14     | 2025            |
| 68   | Louis Trousselier      | Francia        | 13             | 0             | 0               | 13     | 1910            |
| 68   | Philippe Thys          | Belgio         | 13             | 0             | 0               | 13     | 1924            |
| 68   | Olimpio Bizzi          | Italia         | 0              | 13            | 0               | 13     | 1950            |
| 68   | Oreste Conte           | Italia         | 0              | 13            | 0               | 13     | 1953            |
| 68   | Hugo Koblet            | Svizzera       | 5              | 7             | 1               | 13     | 1956            |
| 68   | Louison Bobet          | Francia        | 11             | 2             | 0               | 13     | 1957            |
| 68   | Pierino Baffi          | Italia         | 5              | 4             | 4               | 13     | 1963            |
| 68   | Guido Reybrouck        | Belgio         | 6              | 3             | 4               | 13     | 1970            |
| 68   | Walter Godefroot       | Belgio         | 10             | 1             | 2               | 13     | 1975            |
| 68   | Dietrich Thurau        | Germania Ovest | 6              | 2             | 5               | 13     | 1979            |
| 68   | Joop Zoetemelk         | Paesi Bassi    | 10             | 0             | 3               | 13     | 1980            |
| 68   | Paolo Rosola           | Italia         | 0              | 12            | 1               | 13     | 1988            |
| 68   | Laurent Fignon         | Francia        | 9              | 2             | 2               | 13     | 1992            |
| 68   | Jasper Philipsen       | Belgio         | 10             | 0             | 3               | 13     | 2024            |
| 82   | Gaetano Belloni        | Italia         | 0              | 12            | 0               | 12     | 1929            |
| 82   | Julián Berrendero      | Spagna         | 1              | 0             | 11              | 12     | 1948            |
| 82   | Julio Jiménez          | Spagna         | 5              | 4             | 3               | 12     | 1968            |
| 82   | Vittorio Adorni        | Italia         | 0              | 11            | 1               | 12     | 1969            |
| 82   | Michele Dancelli       | Italia         | 1              | 11            | 0               | 12     | 1970            |
| 82   | Eddy Planckaert        | Belgio         | 2              | 0             | 10              | 12     | 1989            |
| 82   | Nicola Minali          | Italia         | 3              | 2             | 7               | 12     | 1998            |
| 82   | John Degenkolb         | Germania       | 1              | 1             | 10              | 12     | 2018            |
| 90   | Domenico Piemontesi    | Italia         | 0              | 11            | 0               | 11     | 1935            |
| 90   | Jean Aerts             | Belgio         | 11             | 0             | 0               | 11     | 1935            |
| 90   | Maurice Archambaud     | Francia        | 10             | 1             | 0               | 11     | 1939            |
| 90   | Antonio Bevilacqua     | Italia         | 0              | 11            | 0               | 11     | 1952            |
| 90   | Gastone Nencini        | Italia         | 4              | 7             | 0               | 11     | 1960            |
| 90   | Federico Bahamontes    | Spagna         | 7              | 1             | 3               | 11     | 1964            |
| 90   | Raymond Poulidor       | Francia        | 7              | 0             | 4               | 11     | 1974            |
| 90   | Agustín Tamames        | Spagna         | 0              | 0             | 11              | 11     | 1975            |
| 90   | Domingo Perurena       | Spagna         | 0              | 0             | 11              | 11     | 1978            |
| 90   | Miguel María Lasa      | Spagna         | 2              | 3             | 6               | 11     | 1981            |
| 90   | Lucien Van Impe        | Belgio         | 9              | 1             | 1               | 11     | 1983            |
| 90   | Jeroen Blijlevens      | Paesi Bassi    | 4              | 2             | 5               | 11     | 1999            |
| 90   | Tom Steels             | Belgio         | 9              | 0             | 2               | 11     | 2000            |
| 90   | Ján Svorada            | Rep. Ceca      | 3              | 5             | 3               | 11     | 2001            |
| 90   | Roberto Heras          | Spagna         | 0              | 1             | 10              | 11     | 2005            |
| 90   | Gilberto Simoni        | Italia         | 1              | 8             | 2               | 11     | 2007            |
| 90   | Óscar Freire           | Spagna         | 4              | 0             | 7               | 11     | 2008            |
| 90   | Stefano Garzelli       | Italia         | 0              | 11            | 0               | 11     | 2010            |
| 90   | Daniele Bennati        | Italia         | 2              | 3             | 6               | 11     | 2012            |
| 90   | Fabian Cancellara      | Svizzera       | 8              | 0             | 3               | 11     | 2013            |
| 90   | Philippe Gilbert       | Belgio         | 1              | 3             | 7               | 11     | 2019            |
| 90   | Caleb Ewan             | Australia      | 5              | 5             | 1               | 11     | 2021            |
| 90   | Simon Yates            | Regno Unito    | 3              | 6             | 2               | 11     | 2025            |
| 113  | Henri Pélissier        | Francia        | 10             | 0             | 0               | 10     | 1923            |
| 113  | Antonin Magne          | Francia        | 10             | 0             | 0               | 10     | 1938            |
| 113  | René Vietto            | Francia        | 8              | 0             | 2               | 10     | 1947            |
| 113  | Giovanni Corrieri      | Italia         | 3              | 7             | 0               | 10     | 1955            |
| 113  | Jean Graczyk           | Francia        | 5              | 0             | 5               | 10     | 1962            |
| 113  | Guido Carlesi          | Italia         | 2              | 7             | 1               | 10     | 1965            |
| 113  | Jean Stablinski        | Francia        | 5              | 2             | 3               | 10     | 1967            |
| 113  | Jan Janssen            | Paesi Bassi    | 7              | 0             | 3               | 10     | 1968            |
| 113  | Edward Sels            | Belgio         | 7              | 1             | 2               | 10     | 1969            |
| 113  | Barry Hoban            | Regno Unito    | 8              | 0             | 2               | 10     | 1975            |
| 113  | Bernard Thévenet       | Francia        | 9              | 0             | 1               | 10     | 1977            |
| 113  | Gerrie Knetemann       | Paesi Bassi    | 10             | 0             | 0               | 10     | 1982            |
| 113  | Jan Raas               | Paesi Bassi    | 10             | 0             | 0               | 10     | 1984            |
| 113  | David Millar           | Regno Unito    | 4              | 1             | 5               | 10     | 2012            |
| 113  | Arnaud Démare          | Francia        | 2              | 8             | 0               | 10     | 2022            |
| 113  | Michael Matthews       | Australia      | 4              | 3             | 3               | 10     | 2023            |
| 113  | Mads Pedersen          | Danimarca      | 2              | 5             | 3               | 10     | 2025            |
| 113  | Kaden Groves           | Australia      | 1              | 2             | 7               | 10     | 2025            |

- Freddy Maertens è il corridore che ha vinto più tappe (20) ai grandi giri in una singola stagione (1977).

- Alessandro Petacchi è l'unico corridore ad aver vinto almeno due tappe in ognuno dei tre Grandi Giri nella stessa stagione, nel 2003 infatti è riuscito addirittura a vincere almeno 4 tappe in ogni Grande Giro, (6 al Giro, 4 al Tour e 5 alla Vuelta).

Vittorie di tappa per singolo Grande Giro
- Mark Cavendish (35), Mario Cipollini (42) e Delio Rodríguez (39) hanno vinto il maggior numero di tappe complessive rispettivamente al Tour de France, al Giro d'Italia e alla Vuelta a España.

- Charles Pélissier (1930), Eddy Merckx (1970 e 1974) e Freddy Maertens (1976) hanno vinto il maggior numero di tappe (8) in una singola edizione del Tour de France. Alfredo Binda (12) e Freddy Maertens (13) hanno vinto il maggior numero di tappe in una singola edizione rispettivamente al Giro d'Italia 1927 e alla Vuelta a España 1977.

- François Faber (5), Alfredo Binda (8) e Delio Rodríguez (6) hanno vinto il maggior numero di tappe consecutive in una singola edizione rispettivamente del Tour de France 1909, del Giro d'Italia 1929 e della Vuelta a España 1941.

- Soltanto cinque corridori sono riusciti a vincere almeno dieci tappe in un'edizione di un Grande Giro. Il primo fu Alfredo Binda, che vinse dodici tappe al Giro d'Italia 1927. Dopo di lui al Giro d'Italia Learco Guerra (1934) e Giuseppe Olmo (1936) riuscirono ad arrivare a dieci successi di tappa. Alla Vuelta a España 1941 Delio Rodríguez eguagliò il record di Binda. L'unico a riuscire in questa impresa nel dopoguerra fu Freddy Maertens, che alla Vuelta a España 1977 stabilì il nuovo primato di vittorie di tappa in un singolo Grande Giro con tredici affermazioni.

## Partecipazioni
Corridori in grado di piazzarsi tra i primi dieci della classifica generale finale di ognuno dei tre Grandi Giri nell'arco dello stesso anno:
| Anno | Ciclista          | Piazzamento nella top-ten dei Grandi Giri                          |
| ---- | ----------------- | ------------------------------------------------------------------ |
| 1955 | Raphaël Géminiani | 3º alla Vuelta a España; 4º al Giro d'Italia; 6º al Tour de France |
| 1957 | Gastone Nencini   | 9º alla Vuelta a España; 1º al Giro d'Italia; 6º al Tour de France |

Corridori in grado di vincere almeno uno dei tre Grandi Giri completandoli tutti nell'arco dello stesso anno:
| Anno | Ciclista        | Piazzamento nei Grandi Giri                                          |
| ---- | --------------- | -------------------------------------------------------------------- |
| 1957 | Gastone Nencini | 9º alla Vuelta a España; 1º al Giro d'Italia; 6º al Tour de France   |
| 2023 | Sepp Kuss       | 14º al Giro d'Italia; 12º al Tour de France; 1º alla Vuelta a España |

Lista di corridori che hanno partecipato ai tre Grandi Giri nello stesso anno, portandoli a termine (risultati aggiornati alla Vuelta a España 2023):
| N. | Ciclista               | Anno                          | Piazzamento Tour           | Piazzamento Giro        | Piazzamento Vuelta        | Miglior risultato nell'anno                                                         |
| -- | ---------------------- | ----------------------------- | -------------------------- | ----------------------- | ------------------------- | ----------------------------------------------------------------------------------- |
| 6  | Adam Hansen            | 2012 2013 2014 2015 2016 2017 | 81° 72° 64° 114° 100° 113° | 94° 72° 73° 77° 68° 93° | 123° 60° 53° 55° 110° 95° | 81º al Tour 60º alla Vuelta 53º alla Vuelta 55° alla Vuelta 68° al Giro 93° al Giro |
| 4  | Marino Lejarreta       | 1987 1989 1990 1991           | 4° 10° 7° 5°               | 10° 5° 53°              | 34° 19° 55° 3°            | 4º al Tour 5º al Giro 3º alla Vuelta                                                |
| 3  | Bernardo Ruiz          | 1955 1956 1957                | 70° 24° 55°                | 28° 38° 55°             | 14° 31° 3°                | 14º alla Vuelta 24º al Tour 3º alla Vuelta                                          |
| 2  | Eduardo Chozas         | 1990 1991                     | 6° 11°                     | 11° 10°                 | 33° 11°                   | 6º al Tour 10º al Giro                                                              |
| 2  | Carlos Sastre          | 2006 2010                     | 3° 19°                     | 43° 8°                  | 4° 7°                     | 3º al Tour 7º alla Vuelta                                                           |
| 1  | Raphaël Géminiani      | 1955                          | 6°                         | 4°                      | 3°                        | 3º alla Vuelta                                                                      |
| 1  | Louis Caput            | 1955                          | 54°                        | 68°                     | 55°                       | 54º al Tour                                                                         |
| 1  | Arrigo Padovan         | 1956                          | 26°                        | 12°                     | 19°                       | 12º al Giro                                                                         |
| 1  | José Serra             | 1956                          | 81°                        | 26°                     | 9°                        | 9º alla Vuelta                                                                      |
| 1  | Gastone Nencini        | 1957                          | 6°                         | 1°                      | 9°                        | 1º al Giro                                                                          |
| 1  | Mario Baroni           | 1957                          | 53°                        | 74°                     | 46°                       | 46º alla Vuelta                                                                     |
| 1  | Federico Bahamontes    | 1958                          | 8°                         | 17°                     | 6°                        | 6º alla Vuelta                                                                      |
| 1  | Pierino Baffi          | 1958                          | 23°                        | 63°                     | 37°                       | 23º al Tour                                                                         |
| 1  | José Manuel Fuente     | 1971                          | 72°                        | 39°                     | 54°                       | 39º al Giro                                                                         |
| 1  | José Luis Uribezubia   | 1971                          | 27°                        | 49°                     | 29°                       | 27º al Tour                                                                         |
| 1  | Philippe Poissonnier   | 1985                          | 66°                        | 90°                     | 86°                       | 66º al Tour                                                                         |
| 1  | Luis Javier Lukin      | 1988                          | 82°                        | 32°                     | 60°                       | 32º al Giro                                                                         |
| 1  | Iñaki Gastón           | 1991                          | 23°                        | 73°                     | 14°                       | 14º alla Vuelta                                                                     |
| 1  | Marco Giovannetti      | 1991                          | 30°                        | 8°                      | 18°                       | 8º al Giro                                                                          |
| 1  | Alberto Leanizbarrutia | 1991                          | 39°                        | 64°                     | 44°                       | 39º al Tour                                                                         |
| 1  | Volodymyr Pulnikov     | 1991                          | 88°                        | 11°                     | 66°                       | 11º al Giro                                                                         |
| 1  | Valerio Tebaldi        | 1991                          | 89°                        | 47°                     | 87°                       | 47º al Giro                                                                         |
| 1  | Guido Bontempi         | 1992                          | 75°                        | 40°                     | 62°                       | 40º al Giro                                                                         |
| 1  | Neil Stephens          | 1992                          | 74°                        | 66°                     | 57°                       | 57º alla vuelta                                                                     |
| 1  | Mariano Piccoli        | 1999                          | 50°                        | 38°                     | 58°                       | 38º al Giro                                                                         |
| 1  | Jon Odriozola          | 2001                          | 69°                        | 59°                     | 83°                       | 59º al Giro                                                                         |
| 1  | Giovanni Lombardi      | 2005                          | 118°                       | 88°                     | 114°                      | 88º al Giro                                                                         |
| 1  | Mario Aerts            | 2007                          | 70°                        | 20°                     | 28°                       | 20º al Giro                                                                         |
| 1  | Marzio Bruseghin       | 2008                          | 27°                        | 3°                      | 10°                       | 3º al Giro                                                                          |
| 1  | Erik Zabel             | 2008                          | 43°                        | 80°                     | 49°                       | 43º al Tour                                                                         |
| 1  | Julian Dean            | 2009                          | 121°                       | 136°                    | 132°                      | 121º al Tour                                                                        |
| 1  | Sebastian Lang         | 2011                          | 113°                       | 56°                     | 77°                       | 56º al Giro                                                                         |
| 1  | Sylvain Chavanel       | 2015                          | 54°                        | 36°                     | 47°                       | 36º al Giro                                                                         |
| 1  | Alejandro Valverde     | 2016                          | 5°                         | 3°                      | 12°                       | 3º al Giro                                                                          |
| 1  | Thomas De Gendt        | 2019                          | 60°                        | 51°                     | 56°                       | 51º al Tour                                                                         |
| 1  | Sepp Kuss              | 2023                          | 14°                        | 12°                     | 1°                        | 1º alla Vuelta                                                                      |

Nessuno è ancora riuscito a salire sul podio in due dei tre Grandi Giri, portandoli a termine tutti. Soltanto otto corridori sono riusciti a portare a termine i tre Grandi Giri nello stesso anno, salendo sul podio in uno solo dei tre.
Di questi, sei si sono classificati al terzo posto, Gastone Nencini vinse il Giro d'Italia 1957 dopo essere giunto 9° alla Vuelta e classificandosi poi 6° al Tour, e Sepp Kuss vinse la Vuelta a España 2023 dopo essersi classificato 14º e 12º rispettivamente a Giro e Tour.

## Altri record
- Alfredo Binda è l'unico corridore nella storia delle corse a tappe ad aver ricevuto il premio in denaro del primo classificato (nonché per alcune virtuali vittorie di tappa) per non partecipare al Giro d'Italia del 1930; questo a causa della sua manifesta superiorità dimostrata negli anni precedenti.[12]

- Franco Balmamion è il corridore per più volte sul podio di un Grande Giro (in quattro occasioni: due vittorie ed un secondo posto al Giro d'Italia ed un terzo posto al Tour de France) senza essere mai riuscito a vincere una tappa.
- Tra tutti i vincitori dei Grandi Giri soltanto altri tre ciclisti non sono riusciti a vincere nessuna tappa in tutta la loro carriera: Carlo Oriani (vincitore del Giro 1913), José Pesarrodona (vincitore della Vuelta 1976 e secondo posto Vuelta 1978) e Ángel Casero (vincitore della Vuelta 2001 e secondo posto Vuelta 2000). Pesarrodona vinse però due volte la cronosquadre alla Vuelta 1972 e alla Vuelta 1974, quale membro della KAS.